# 萨塞勒
萨塞勒（法語：Sarcelles，法語發音：[saʁsɛl] ⓘ），法国中北部城市，法兰西岛大区瓦兹河谷省的一个市镇，同时也是该省的一个副省会，下辖萨塞勒区，其市镇面积为8.45平方公里，2022年1月1日时人口数量为58,576人，是该省人口第三多的市镇，在法国城市中排名第98位。
萨塞勒位于瓦兹河谷省东部，与塞纳-圣但尼省接壤，是一个区域性的中心城市，欧洲客车制造商EvoBus在萨塞勒建有法国工厂，为当地带来了较大的就业岗位，此外萨塞勒还有多所教育、医疗和文化机构。
萨塞勒距离巴黎的直线距离不到20公里，历史上长期为一处农业村落，近代逐渐发展成为巴黎北部的一个卫星城，萨塞勒境内的洛谢尔街区自20世纪50年代末起被法国土地部门列为大型集中式住宅开发区，超过四万居民在不到20年的时间内入住于此，现为法国优先发展街区（ZUP）和城郊结合整治区（ZFU）。法兰西岛大区快铁D线和列车H线分别从萨塞勒东西两侧经过，由此前往巴黎市区的最短旅行时间在20分钟以内。阿尔及利亚裔足球运动员和法国足球运动员維薩姆·本耶德爾出生于萨塞勒。

## 地名来源
“萨塞勒”一名最初于公元9世纪以“Cercillia”的形式被记载，其名称可能来源于“Cercellus”或“Cercella”，原意为“酒桶、酒塞”，引申含义为“生产酒瓶木塞的地方”，可能与当地的相关手工业活动有关。而根据当地官方网站的论述，“萨塞勒”一名亦有可能直接来源于法语单词，意为“野鸭”，当地的市镇徽章图案即由三只野鸭构成。

## 歷史

### 古典时期至近代

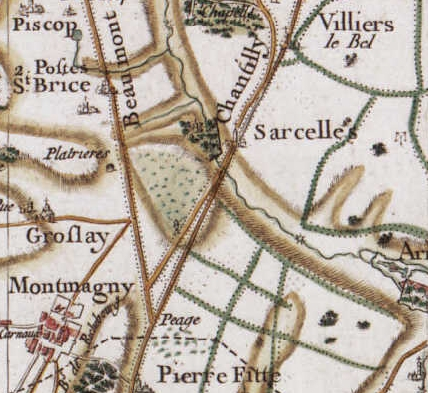
卡西尼地图上的萨塞勒

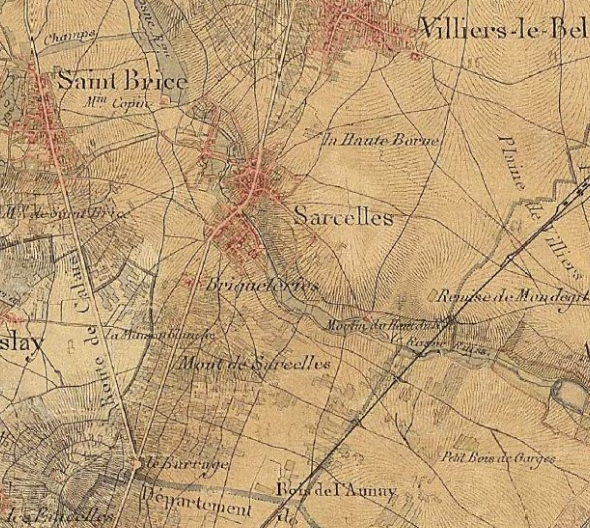
19世纪末的萨塞勒地图

萨塞勒历史上长期为巴黎北部的一处普通村落，其境内的莱弗拉纳德（Les Flanades）和蒙德日夫（Mont-de-Gif）两个街区曾发现舊石器時代的人類活動遺跡。而萨塞勒市中心亦出土了印有君士坦丁大帝图案的罗马货币，以及一个小教堂的建筑遗迹，由此断定萨塞勒及附近区域的建设史超过了两千年，当地在罗马时期可能是巴黎与吕扎什之间道路上的一个驿站。
根据法国古文献学家让·马比雍的记载，公元832年，萨塞勒所处区域成为圣但尼圣殿的一处堂区，其境内的“欧迪鲁瓦”（Haut-du-Roy）地区曾有过一处行宫，而小罗讷河上也出现了磨坊等农业设施。10世纪左右，萨塞勒境内出现了一处祷告室，11世纪后被扩建成为圣伯多禄和圣保罗教堂。中世纪中后期，萨塞勒及附近区域被册封给了蒙莫朗西公爵，1260年，阿马尔里克（Amalric，或写作）成为的萨塞勒的首任领主。
英法百年战争期间，萨塞勒曾于1420至1436年間被英格蘭軍隊佔領，后被法兰西国王查理七世收复，并将此地赐给了议会大臣让·德·普潘库尔，后者的女儿在其逝世后嫁给了另一名大臣让·迪普莱西，其家族在萨塞勒修建了官府宅邸（château seigneurial）和里什堡城堡（église de Richebourg），将萨塞勒建成了一个区域性的交通枢纽。
宗教战争时期，孔代亲王路易二世带领雨格诺派教徒在萨塞勒展开了对天主教徒的清剿，萨塞勒大量建筑被损毁。17世纪后，萨塞勒先后被讷布尔（Neubourg）和欧特福尔（Hautefort）家族继承。18世纪中后期，当地曾出现了一处砖窑。至18世纪末，萨塞勒约有260户人家，当地有多处葡萄酒种植园。
1789年4月15日，萨塞勒成立第三等级代表议会，后者在萨塞勒教堂前进行聚集，要求实现税制减免及平等化，成为法国大革命当中的一个缩影。法国大革命后，萨塞勒成为塞纳-瓦兹省的一个市镇，属于蓬图瓦兹区。当地圣职者的财产被没收，萨塞勒城堡被巴黎的一个共和党员继承，而葡萄酒种植园则被分给了当地的93户农民。此举使得当地成为重要的葡萄酒种植区，但19世纪中后期当地遭遇根瘤蚜疫情，造成大批葡萄园荒废。除葡萄园外，当地在19世纪亦出现了大批了蔬果种植园，主要农作物包括菜豆、莴苣、韭葱、黄瓜等。

### 现代

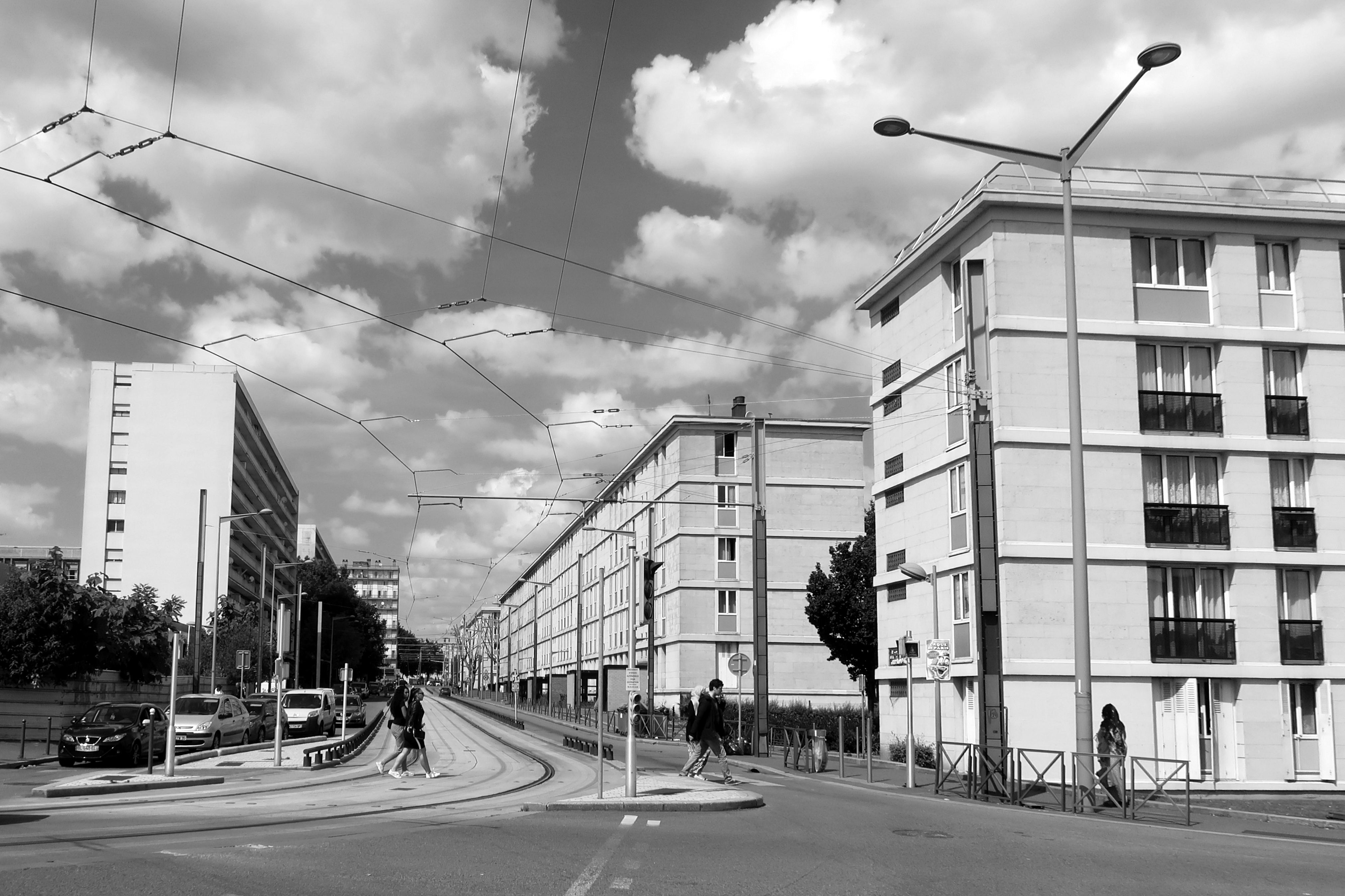
萨塞勒境内的集中式居民区

20世纪初，随着工业革命的推进，巴黎市区开始向四周扩张，彼时，两条铁路线途径萨塞勒，当地人口数量略有上升。两次世界大战均对萨塞勒造成了一定的破坏，其中萨塞勒在一战初期曾遭遇空袭，造成当地132人遇难；二战时期，萨塞勒被纳粹德军控制，1944年8月28日被法國第2裝甲師解放，彼时，萨塞勒的人口数量已超过六千，但农业依然是当地的主要经济部门。
第二次世界大战结束后，法国进入黄金三十年，大批法国外省及海外殖民地居民涌入巴黎地区寻求就业机会，致使当地出现了严重的住房供应紧张。为解决这一问题，法国政府在巴黎周边多个市镇修建集中式居民区，其中萨塞勒市区南部的“洛谢尔”街区（Lochères）被列入重点项目，该街区面积达270公顷，由法国建筑师雅克·亨利-拉布尔代特规划设计，在1955至1975年间，洛谢尔街区共建成12,368套房屋，共容纳居民数量超过5万人，使其成为法国规模最大的集中式居民区，这也使得萨塞勒的总居民数量在不到20年间翻了近八倍。人口的快速增加也引发了一系列矛盾，包括因房屋间距紧密而造成的压抑、自然景观缺乏及基础设施不完善等问题，这些现象被媒体称为“sarcellite”。至20世纪末，随着街区治理、政策完善以及通勤快速列车的建成运营，“sarcellite”现象有了明显的改善。21世纪后，外来移民数量逐年增加，部分移民因生活习惯的不同而与本地居民产生隔阂，加剧了社会的分裂。在2005年法国骚乱以及2014年的一场大游行期间，洛谢尔街区均遭到了较为严重的破坏。
在行政区划方面，1964年，塞纳-瓦兹省被撤销，萨塞勒被划入新成立的瓦兹河谷省，隶属于蒙莫朗西区。2000年3月3日，蒙莫朗西区的首府由蒙莫朗西迁至萨塞勒，区名也随之改变，萨塞勒由此成为瓦兹河谷省的一个副省会。在1997至2015年间，萨塞勒和相邻的另外5个市镇组建了法兰西谷城市圈公共社区。自2016年1月1日起，萨塞勒成为鲁瓦西-法兰西地区城市圈公共社区的组成部分。

## 地理

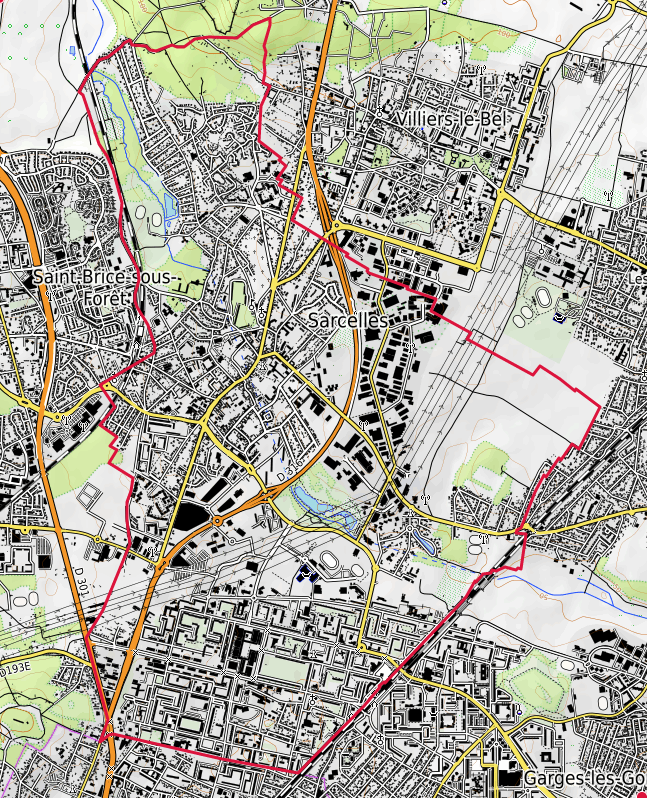
萨塞勒市镇范围地图

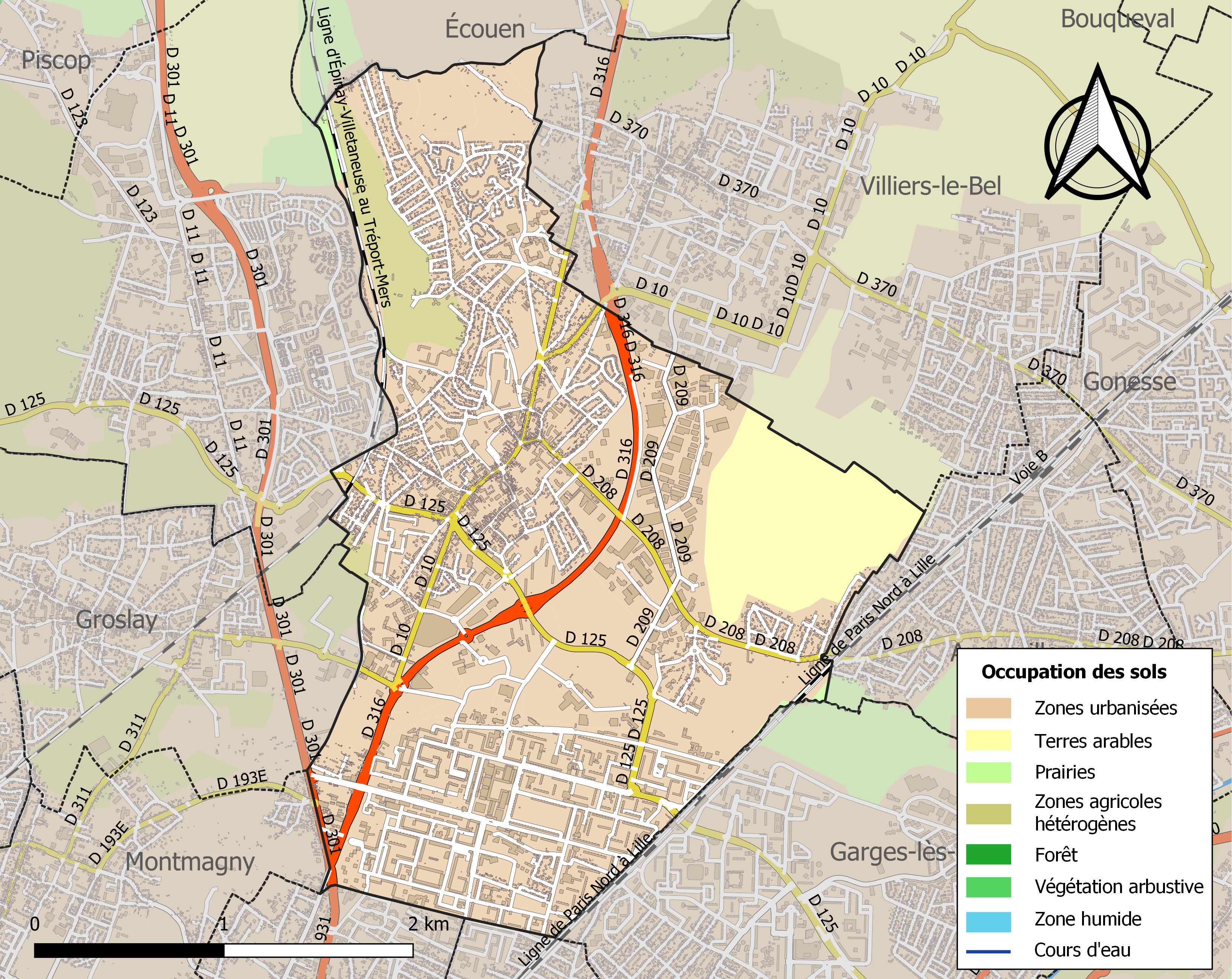
萨塞勒土地利用情况地图

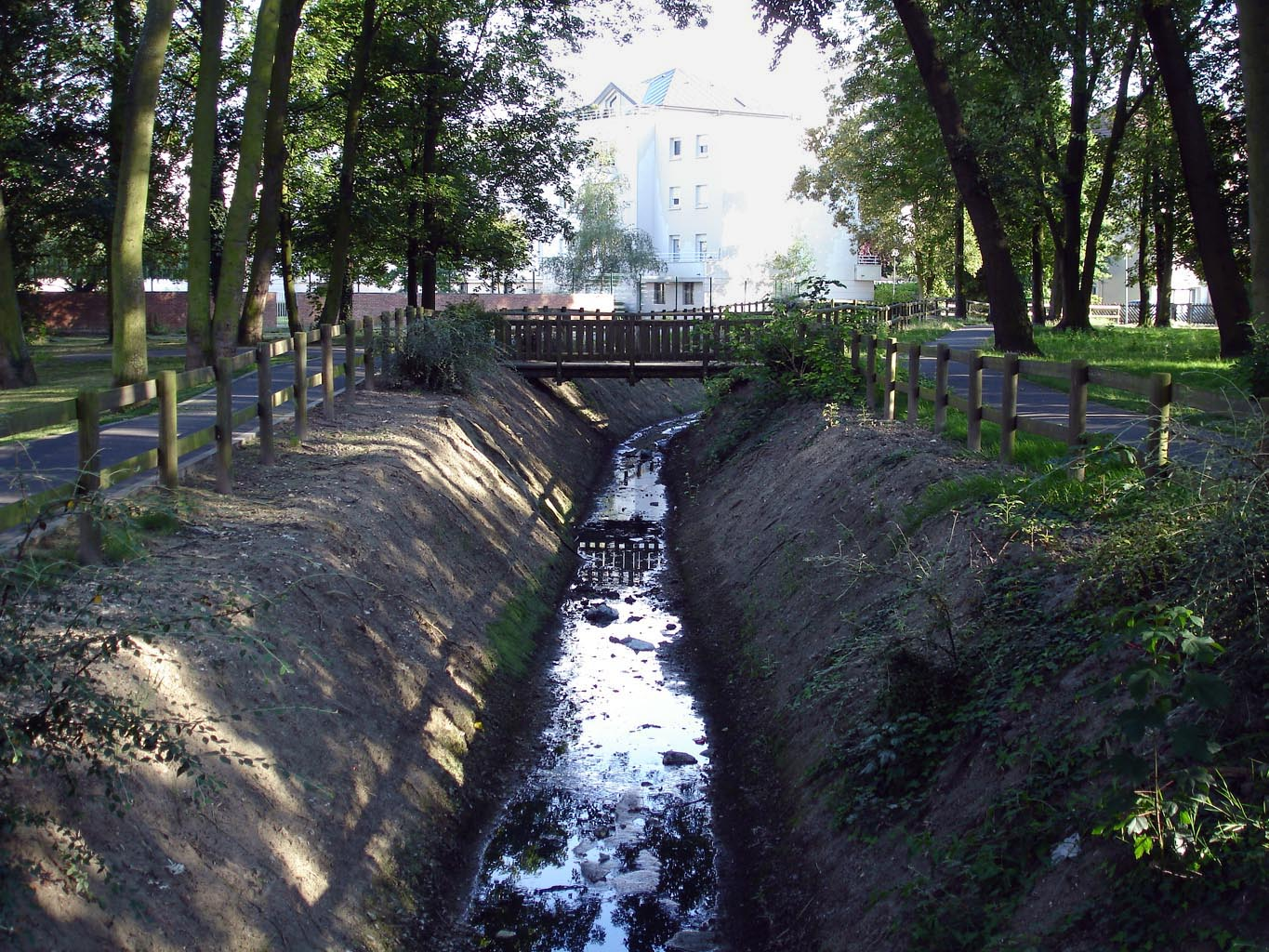
小罗讷河

萨塞勒位于法国中北部，法兰西岛大区北部和瓦兹河谷省东部，距离巴黎大约15公里，距离省会蓬图瓦兹大约30公里。与萨塞勒接壤的市镇包括：埃库昂、维利耶勒贝勒、斯坦、阿努维尔、加尔日莱戈内斯、格罗莱、蒙马尼、圣布里斯苏福雷、圣但尼。

### 地形
萨塞勒位于巴黎盆地腹地，境内地势自南向北缓慢抬升，除最北部略有起伏外，当地地形总体较为平坦。萨塞勒全境海拔最高点位于与维利耶勒贝勒和埃库昂两个市镇的交界处，为142米；最低点位于小罗讷河与加日莱戈内斯交界的出口处，为46米。

### 地质
萨塞勒市区整体处于巴黎盆地腹地的一处沉积平原之上，其中历史城区的地表主要为鲁培尔期形成的“枫丹白露砂岩与石灰岩”（Sables et Grès de Fontainebleau，标记为g2b）；市区中部和南部则主要为河流冲积物分布区，主要包括始新世形成的“吕西安泥灰岩”（marnes à Lucines，标记为e7b）以及现代河流沉积物（标记为Fz）；市区东部的农业地区则有淤泥和黄土分布。此外，自20世纪以来，经过多年的土地建设，萨塞勒历史街区及洛谢尔街区的地表基本完全被人工建筑占据。

### 水文
小罗讷河自西北向东南流经境内，该河属于塞纳河水系，全长9.6公里，水量较小，平均宽度不超过3米，部分河段有明显的人工渠化改造痕迹。尽管水量较小，但该河历史上亦有多次洪水记载，其中最为严重的发生于1926年7月和1992年5月，当地中心城区的平均积水深度超过1.5米。

### 绿地
萨塞勒属于温带落叶林区，当地的人均绿地面积为34平方米，超过了《法兰西岛大区总体规划》当中制定的预期目标（10平方米），根据《萨塞勒城市规划纲要》的定义，当地的绿地类型主要包括五种：
- 河流近岸湿地（Milieux aquatiques et zones humides），主要为小罗讷河中上游附近区域的天然森林，面积约10公顷，相关区域自2014年起由小罗讷河-克鲁河水文管理局（SIAH）负责监管；
- 林地，主要指位于萨塞勒市区以北的埃库昂森林（法语：Forêt d'Écouen），该林地占地总面积达105公顷，其中25公顷位于萨塞勒市镇范围内，已于2007年被列入法国国家环境自然保护单位[5]；
- 农业用地（Trame agricole）及荒地（Friches），主要分布于市区东部，根据欧洲自然信息系统的定义，该区域内的稻田、果园及未开发土地均属于绿地范畴，总面积达70公顷；
- 城市绿地（Espaces verts urbains）。萨塞勒市区内的主要绿地公园包括普雷苏拉维尔公园（Parc des Prés-sous-la-ville）、夏尔·阿尔坦公园（Parc Charles Artin）、约翰·肯尼迪公园（Parc John Fitzgerald Kennedy）[2]等，均常年免费向公众开放。一条长达7.6公里的健身绿道也已于2017年建成[5]。

在鲜花城市的评比中，萨塞勒被评为2星级鲜花城市。

### 气候
萨塞勒在柯本气候分类法中属于温带海洋性气候，全年降水分布均匀，年温差较小。但自21世纪以来，随着全球气候变暖等因素的影响，当地年均气温有明显的上升趋势，夏季超过35摄氏度的高温日数有所增加。
距离萨塞勒最近的气象站位于勒布尔歇境内，该气象站的最高气温记录为42.1摄氏度，出现于2019年7月25日；最低气温记录为-18.2摄氏度，出现于1985年1月17日；单日降水量最高记录为300毫米，出现于1988年5月27日。以下为该气象站的详细数据：
| 勒布尔歇1981年－2019年 | 勒布尔歇1981年－2019年 | 勒布尔歇1981年－2019年 | 勒布尔歇1981年－2019年 | 勒布尔歇1981年－2019年 | 勒布尔歇1981年－2019年 | 勒布尔歇1981年－2019年 | 勒布尔歇1981年－2019年 | 勒布尔歇1981年－2019年 | 勒布尔歇1981年－2019年 | 勒布尔歇1981年－2019年 | 勒布尔歇1981年－2019年 | 勒布尔歇1981年－2019年 | 勒布尔歇1981年－2019年 |
| 月份                   | 1月                    | 2月                    | 3月                    | 4月                    | 5月                    | 6月                    | 7月                    | 8月                    | 9月                    | 10月                   | 11月                   | 12月                   | 全年                   |
| ---------------------- | ---------------------- | ---------------------- | ---------------------- | ---------------------- | ---------------------- | ---------------------- | ---------------------- | ---------------------- | ---------------------- | ---------------------- | ---------------------- | ---------------------- | ---------------------- |
| 历史最高温 °C（°F）    | 16.1 (61.0)            | 20.8 (69.4)            | 24.7 (76.5)            | 31.9 (89.4)            | 35 (95)                | 36.9 (98.4)            | 42.1 (107.8)           | 40.2 (104.4)           | 35 (95)                | 29.4 (84.9)            | 21.3 (70.3)            | 17.2 (63.0)            | 42.1 (107.8)           |
| 平均高温 °C（°F）      | 7 (45)                 | 8.2 (46.8)             | 12 (54)                | 15.3 (59.5)            | 19.2 (66.6)            | 22.4 (72.3)            | 25.1 (77.2)            | 25 (77)                | 21.1 (70.0)            | 16.3 (61.3)            | 10.7 (51.3)            | 7.4 (45.3)             | 15.8 (60.4)            |
| 日均气温 °C（°F）      | 4.3 (39.7)             | 4.9 (40.8)             | 7.9 (46.2)             | 10.5 (50.9)            | 14.3 (57.7)            | 17.3 (63.1)            | 19.6 (67.3)            | 19.4 (66.9)            | 16.1 (61.0)            | 12.3 (54.1)            | 7.6 (45.7)             | 4.9 (40.8)             | 11.6 (52.9)            |
| 平均低温 °C（°F）      | 1.7 (35.1)             | 1.6 (34.9)             | 3.9 (39.0)             | 5.7 (42.3)             | 9.4 (48.9)             | 12.2 (54.0)            | 14.2 (57.6)            | 13.9 (57.0)            | 11.1 (52.0)            | 8.3 (46.9)             | 4.5 (40.1)             | 2.3 (36.1)             | 7.4 (45.3)             |
| 历史最低温 °C（°F）    | −18.2 (−0.8)           | −16.8 (1.8)            | −9.6 (14.7)            | −3.7 (25.3)            | −1.6 (29.1)            | 0.9 (33.6)             | 3.5 (38.3)             | 1.9 (35.4)             | 0.1 (32.2)             | −5.6 (21.9)            | −9.5 (14.9)            | −15.1 (4.8)            | −18.2 (−0.8)           |
| 平均降水量 mm（）      | 49.6 (1.95)            | 42 (1.7)               | 50.2 (1.98)            | 49.8 (1.96)            | 61.1 (2.41)            | 55 (2.2)               | 59.2 (2.33)            | 49 (1.9)               | 49.3 (1.94)            | 64.8 (2.55)            | 50.9 (2.00)            | 59.8 (2.35)            | 640.7 (25.22)          |
| 月均日照時數           | 62                     | 75.1                   | 125                    | 165.8                  | 193.3                  | 206.9                  | 215.7                  | 206.2                  | 160.2                  | 111.2                  | 65.1                   | 50.8                   | 1,637.3                |
| 来源：infoclimat.fr    |                        |                        |                        |                        |                        |                        |                        |                        |                        |                        |                        |                        |                        |

## 行政区划
萨塞勒是法国法兰西岛大区瓦兹河谷省的一个市镇，编号为95585，它也是瓦兹河谷省的一个副省会。萨塞勒下辖萨塞勒区，隶属于瓦兹河谷省第八选区，管理萨塞勒县，同时也是鲁瓦西-法兰西地区城市圈公共社区的组成部分。
法国国家统计与经济研究所（简称）在进行数据统计时，将包括萨塞勒在内的1,794个市镇设为划入巴黎城市区。自2020年起，萨塞勒城市区被包含1,929个市镇的巴黎城市辐射区代替。此外，还将萨塞勒市镇分为了25个“块区”（IRIS），以便于统计人口分布情况。
| 萨塞勒行政区划 | 萨塞勒行政区划        | 萨塞勒行政区划 | 萨塞勒行政区划      | 萨塞勒行政区划 | 萨塞勒行政区划 | 萨塞勒行政区划 |
| --- | --------------------- | -------------- | ------------------- | -------------- | -------------- | -------------- |
| 尚特皮 北沙尔多讷雷特 南沙尔多讷雷特 绍富尔-莱马赖 莱罗西耶 安妮·弗兰克 米拉维尔 曼德拉 拉佩皮尼耶尔- · 马勒塞布 莱米罗 蒙德日夫-欧迪鲁瓦 ① 布瓦德 · 洛谢尔 ② 饶勒斯 ③ 莱萨布隆 ④ ⑤ 梅尔莫兹 聂鲁达 巴斯德 保罗·艾布 ⑥ 圣萨昂斯 ① = 阿纳托尔·法郎士 ② = 加尔-罗曼·罗兰 ③ = 莱弗拉纳德 ④ = 莱弗拉纳德 ⑤ = 马塞-安德烈·吉德 ⑥ = 圣埃克絮佩里 |                       |                |                     |                |                |                |
| 城市形态区 | 块区名称*             | 块区原名       | 人口数量 （2012年） | 失业率         |                |                |
| Centre historique 历史城区 | 尚特皮                |                | 2,207               | 23.8%          |                |                |
| Centre historique 历史城区 | 北沙尔多讷雷特        |                | 1,873               | 22.0%          |                |                |
| Centre historique 历史城区 | 南沙尔多讷雷特        |                | 1,786               | 20.3%          |                |                |
| Centre historique 历史城区 | 绍富尔-莱马赖         |                | 2,714               | 12.2%          |                |                |
| Centre historique 历史城区 | 拉佩皮尼耶尔-马勒塞布 |                | 5,179               | 17.3%          |                |                |
| Centre historique 历史城区 | 莱罗西耶              |                | 2,922               | 20.0%          |                |                |
| Centre historique 历史城区 | 米拉维尔              |                | 2,556               | 13.4%          |                |                |
| Zone transitionnelle 过渡区 | 安妮·弗兰克           |                | 1,779               | 23.9%          |                |                |
| Zone transitionnelle 过渡区 | 曼德拉                |                | 1,693               | 30.9%          |                |                |
| Zone transitionnelle 过渡区 | 莱米罗                |                | 1,852               | 20.0%          |                |                |
| Zone transitionnelle 过渡区 | 蒙德日夫-欧迪鲁瓦     |                | 1,521               | 24.4%          |                |                |
| Lochère 洛谢尔 | 阿纳托尔·法郎士       |                | 2,403               | 24.0%          |                |                |
| Lochère 洛谢尔 | 布瓦德洛谢尔          |                | 1,855               | 27.4%          |                |                |
| Lochère 洛谢尔 | 加尔-罗曼·罗兰        |                | 1,866               | 23.6%          |                |                |
| Lochère 洛谢尔 | 饶勒斯                |                | 2,781               | 29.5%          |                |                |
| Lochère 洛谢尔 | 莱弗拉纳德            |                | 1,622               | 26.3%          |                |                |
| Lochère 洛谢尔 | 莱萨布隆              |                | 2,296               | 26.9%          |                |                |
| Lochère 洛谢尔 | 莱维涅布朗什          |                | 1,924               | 20.8%          |                |                |
| Lochère 洛谢尔 | 马塞-安德烈·吉德      |                | 1,862               | 28.0%          |                |                |
| Lochère 洛谢尔 | 梅尔莫兹              |                | 3,025               | 30.1%          |                |                |
| Lochère 洛谢尔 | 聂鲁达                |                | 1,944               | 16.5%          |                |                |
| Lochère 洛谢尔 | 巴斯德                |                | 1,861               | 25.9%          |                |                |
| Lochère 洛谢尔 | 保罗·艾布             |                | 3,242               | 22.5%          |                |                |
| Lochère 洛谢尔 | 圣埃克絮佩里          |                | 2,05                | 25.3%          |                |                |
| Lochère 洛谢尔 | 圣萨安斯              |                | 2,688               | 30.7%          |                |                |
| *中文名称非官方正式翻译，仅供参考 |                       |                |                     |                |                |                |

在街区管理方面，萨塞勒市镇被划为10个街区，并实行街区自治制度。

## 城市规划
按照现代城市发展形态，萨塞勒可分为三个大型区域：北侧为萨塞勒的传统历史街区，教堂、市政厅、集市广场等建筑均集中于此，贯穿全境的皮埃尔·布罗索莱特大街（rue Pierre Brossolette）原为法国国道N16线的一部分，其东侧的过境快速道路于1961年建成，原有街道则被改为了城市道路；南侧为洛谢尔街区，始建于1955年，主要街道呈棋盘状，是重要的集中式居民区，自20世纪末以来当地出现了越来越多的公共设施，包括行政办公区、商业中心、医院及学校等，横穿该区域的法兰西岛有轨电车5号线于2013年建成运营；除历史街区和洛谢尔街区外，两个区域之间的区域尚未大规模建设，其中东侧多为农业用地，中部则建有体育设施。
相比法国同类型城市，尽管没有自然条件的限制，但萨塞勒市镇范围内仍存在较为明显的区域割裂，其中洛谢尔街区因保障性住房的建设而集中了大批低收入人群，被法国内政部列为城郊结合整治区（ZFU）、城市优先整治区（ZUP）和城市敏感街区（ZUS）。

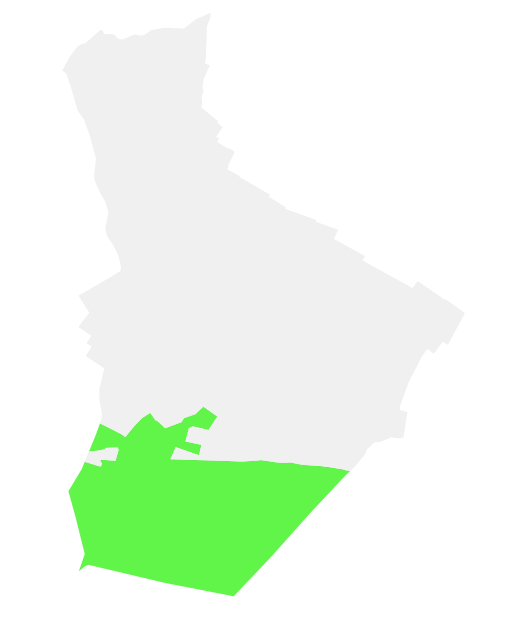
萨塞勒城郊结合整治区
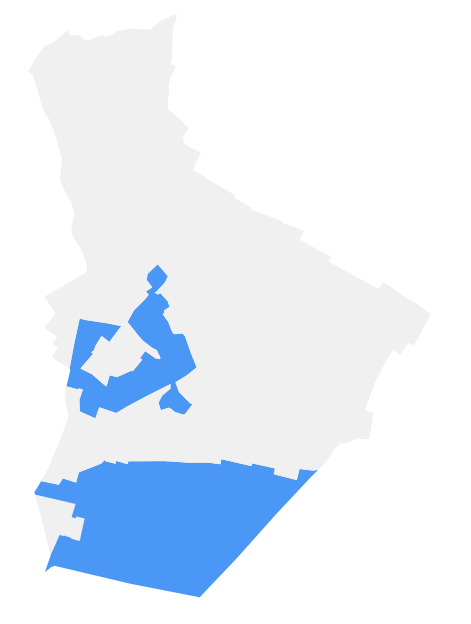
萨塞勒城市优先整治区
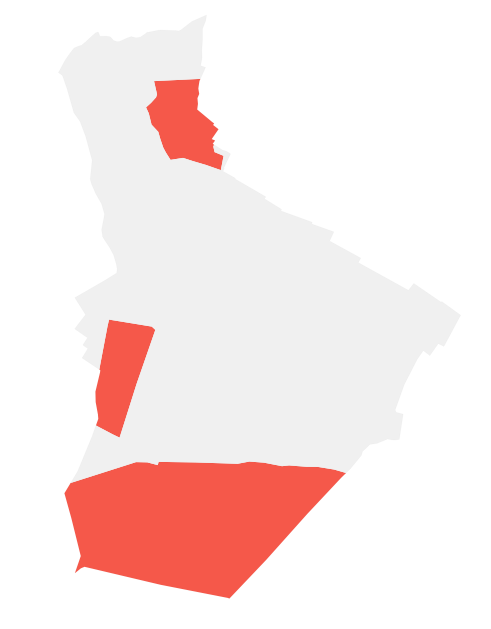
萨塞勒城市敏感街区

萨塞勒的城市规划事务由当地的市政府负责。2021年3月10日，当地市政府通过了区域城市规划方案，为当地未来五年的城市建设提供了政策性指导。而在市际统筹发展方面，萨塞勒所在的鲁瓦西-法兰西地区城市圈公共社区于2019年12月19日发布了“区域统筹发展纲要”（SCoT），对当地的住房、交通、环境及自然灾害防治等领域进行了详细的整理和规划。

## 交通

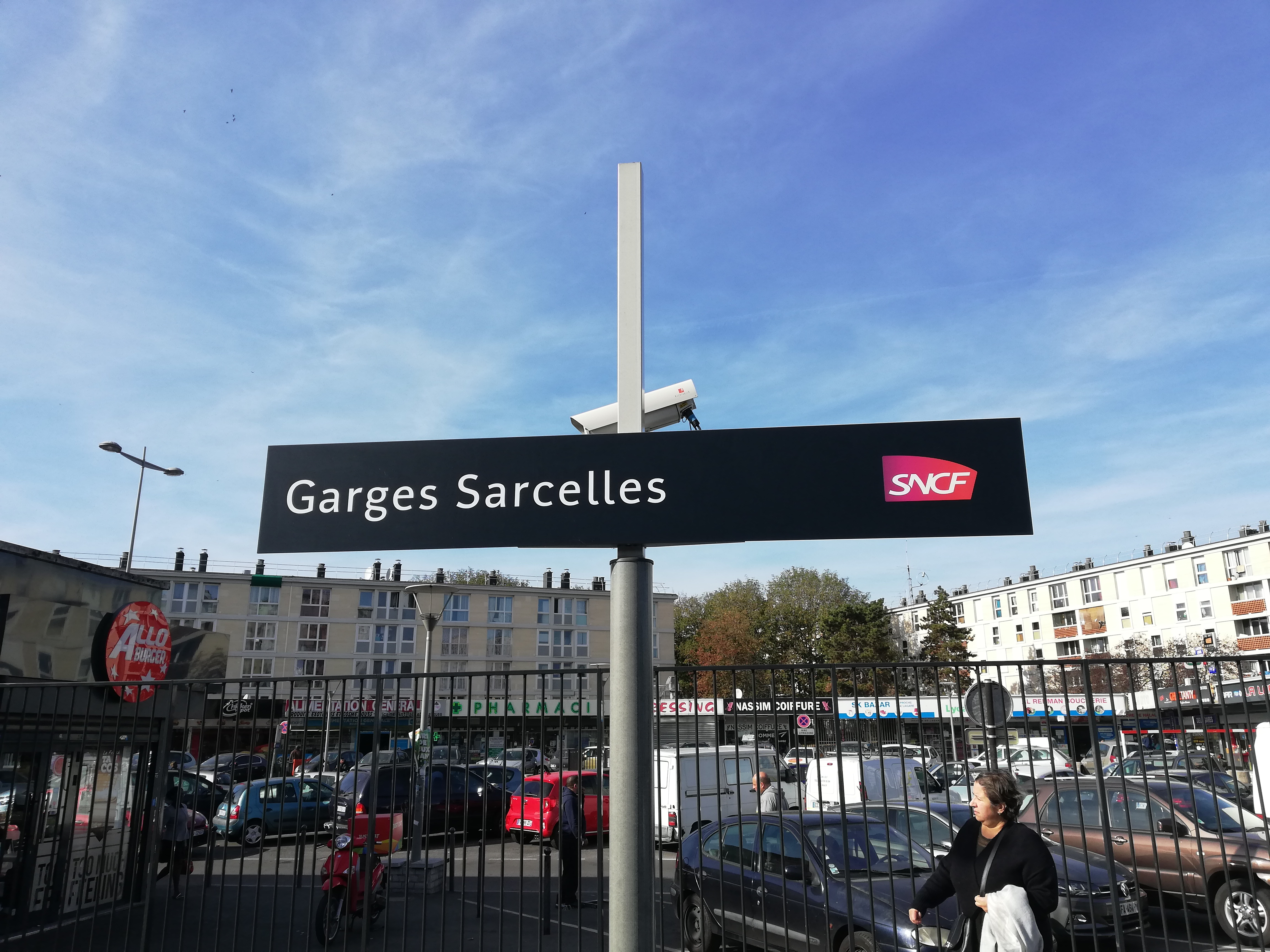
加日-萨塞勒火车站的站牌

### 公路
法国国道N16线经过萨塞勒境内，该公路萨塞勒城区路段已于20世纪60年代建成绕城过境线，并于2006年该编号为省道D316线。除此之外，还有多条瓦兹河谷省省道在萨塞勒境内交汇。
2017年，61%的萨塞勒家庭拥有至少一辆的私人汽车。2019年，萨塞勒境内共发生各类交通事故36起，造成54人受伤。

### 铁路
萨塞勒的东西两侧分别为巴黎－里尔铁路和埃皮奈-维勒塔讷斯－勒特雷波尔-梅尔斯铁路，两条铁路在萨塞勒附近分别设有加日-萨塞勒站和萨塞勒-圣布里斯站，停靠法兰西岛大区快铁D线和法兰西岛大区铁路H线，两条线路均可直达巴黎北站，列车运行时间分别为17和19分钟，而快铁D线还可以直达克雷伊、沙特雷、巴黎-里昂火车站、圣乔治新城等地，所需最短旅行时间分别为41、24、26和47分钟。

### 航空
距离萨塞勒最近的长途汽车站、长途火车站和民用航空站分别为马约门汽车站、巴黎北站和巴黎戴高乐机场，距离萨塞勒市中心的公路里程分别为26公里、22公里和21公里。

### 城市公共交通
萨塞勒是瓦兹河谷省东部交通网的组成部分，境内有多个公共交通系统下属的线路，法兰西岛大区快铁D线、法兰西岛列车H线、法兰西岛有轨电车5号线和五家运营商共十条公交线路经过萨塞勒。
| 途经萨塞勒境内的主要公共交通线路 |                                                                    | |
| 类型                             | 运营商                                                             | 线路 |
| 快铁                             |                                                                    | ：克雷伊站 ↔ 维利耶勒贝勒-戈内斯-阿努维尔站 ↔ 加日-萨塞勒站 ↔ 圣但尼站 ↔ 巴黎北站 ↔ 沙特雷-大堂站 ↔ 巴黎-里昂火车站 ↔ 默伦/科尔贝伊-埃松站 |
| 城铁                             | ：吕扎什站/佩尔桑-博蒙站 ↔ 萨塞勒-圣布里斯站 ↔ 圣但尼站 ↔ 巴黎北站 | |
| 有轨电车                         | RATP                                                               | ：加日-萨塞勒站 ↔ 洛谢尔 ↔ 保罗·瓦勒里 ↔ 莱弗拉纳德 ↔ 阿尔贝·加缪 ↔ 皮埃尔菲特市政厅 ↔ 圣但尼集市站 |
| 公共汽车                         | RATP                                                               | 133：布瓦代库昂 ↔ 副省政府 ↔ 保罗·瓦莱里 ↔ 加日-萨塞勒站 ↔ 加日莱戈内斯 ↔ 快铁勒布尔歇站 268：地铁圣但尼大学站 ↔ 快铁皮埃尔菲特-斯坦站 ↔ 梨园 ↔ 凡尔登广场 ↔ 快铁维利耶勒贝勒站 269：加日-萨塞勒站 ↔ 莱佩勒 ↔ 凡尔登广场 ↔ 埃库昂 ↔ 阿坦维尔-市政厅 270：斯坦-樱桃园站 ↔ 加日莱戈内斯市政厅 ↔ 加日-萨塞勒站 ↔ 莱佩勒 ↔ 维利耶勒贝勒-戈内斯-阿努维尔站 355：让-雅克·卢梭高级中学 （区域环线） 368：加日-萨塞勒站 ↔ 阿尔贝·加缪 ↔ 副省政府 ↔ 凡尔登广场 ↔ 法兰西纪念广场 370：圣布里斯苏福雷-集市 ↔ 凡尔登广场 ↔ 莱佩勒 ↔ 快铁维利耶勒贝勒站 |
| 公共汽车                         | Valmy                                                              | 37：塞纳河畔埃皮奈-快铁站 ↔ 蒙马尼市政府 ↔ 加日-萨塞勒站 |
| 公共汽车                         | Busval d'Oise                                                      | 95-02：蒙莫朗西-市政厅 ↔ 萨塞勒-圣布里斯站 ↔ 副省政府 ↔ 加日-萨塞勒站 ↔ 戴高乐机场 |
| 公共汽车                         | CIF                                                                | Vitavil：斯坦-新磨坊 ↔ 莱弗拉纳德 |
| 公共汽车                         | (N)                                                                | N43：巴黎东站 ↔ 加日-萨塞勒站 ↔ 萨塞勒-圣布里斯站 |
| 1.                               |                                                                    | |

## 政治

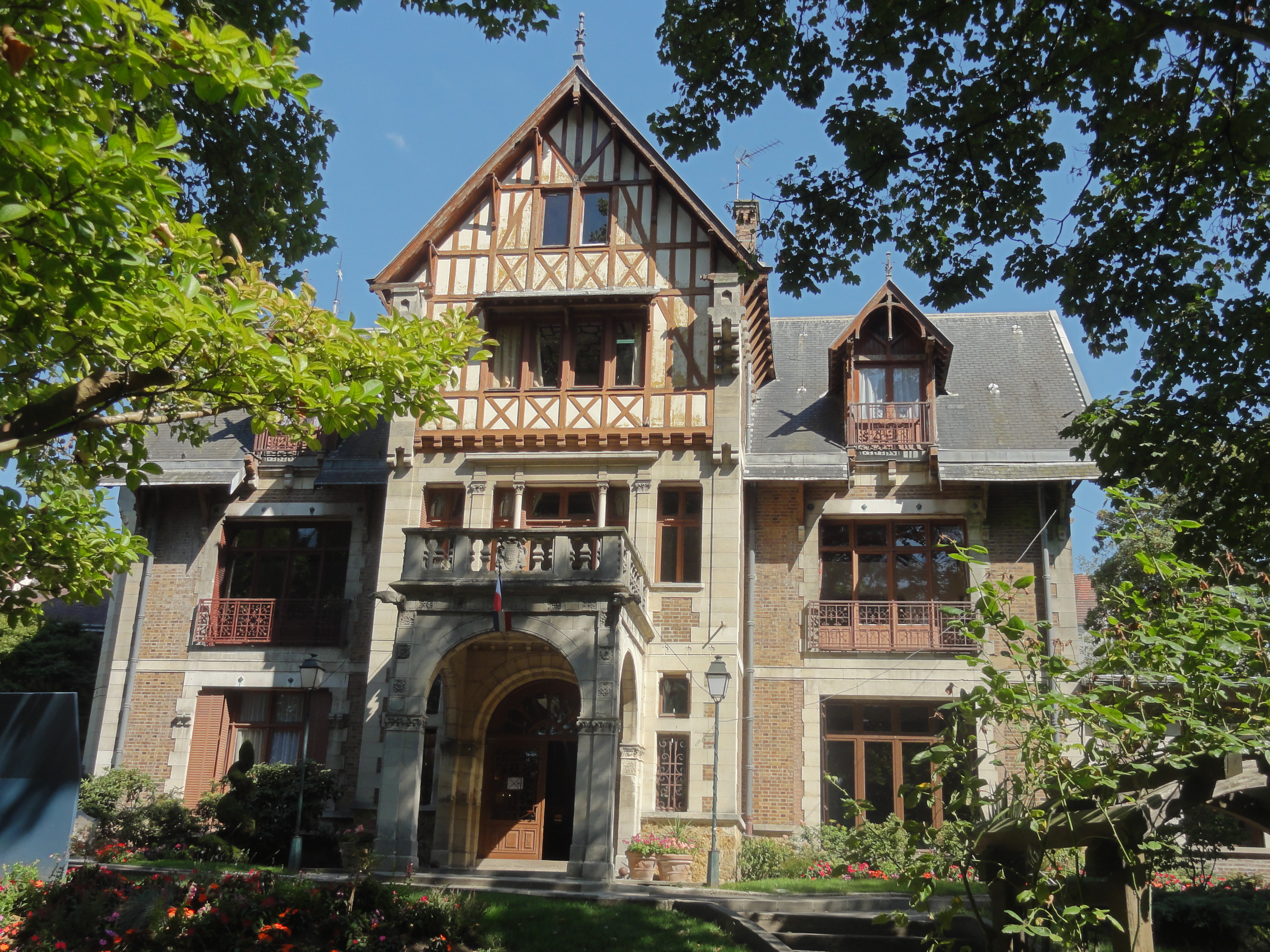
萨塞勒市政厅

萨塞勒的现任市长为帕特里克·哈达德先生（Patrick Haddad），他是社会党的一名成员，在2020年的市政选举中获得了57.85%的支持率。
| 2020年萨塞勒市政内阁组成 |                      |                       |          |          |            |            |      |          |
| 代表                     | 代表                 | 竞选口号              | 首轮选举 | 首轮选举 | 第二轮选举 | 第二轮选举 | 席位 | 席位     |
| 代表                     | 代表                 | 竞选口号              | 票数     | %        | 票数       | %          | 市镇 | 公共社区 |
|                          | 帕特里克·哈达德 （Patrick Haddad） | 萨塞勒的聚集者 （Rassemblés de Sarcelles）   | 3014     | 38.99    | 5584       | 57.85      | 36   | 13       |
|                          | 弗朗索瓦·普波尼 （François Pupponi） | 只为萨塞勒的复兴 （Pour que vive Sarcelles） | 2841     | 36.75    | 4068       | 42.14      | 9    | 3        |
|                          | 法鲁克·扎维 （Farouk Zaoui）     | 成功联合萨塞勒 （Réussir Sarcelles Ensemble）   | 730      | 9.44     |            |            |      |          |
|                          | 若瑟兰·阿索尔 （Jocelyn Assor）   | 为了萨塞勒 （Pour Sarcelles）       | 583      | 7.54     |            |            |      |          |
|                          | 穆拉德·希卡维        | 联合萨塞勒 （Sarcelles Réunis）       | 561      | 7.25     |            |            |      |          |
|                          |                      |                       |          |          |            |            |      |          |
| 有效票数                 | 有效票数             | 有效票数              | 7729     | 95.44    | 9652       | 97.28      |      |          |
| 空白票                   | 空白票               | 空白票                | 189      | 2.33     | 178        | 1.79       |      |          |
| 无效票                   | 无效票               | 无效票                | 180      | 2.22     | 92         | 0.93       |      |          |
| 合计                     | 合计                 | 合计                  | 8098     | 100      | 9922       | 100        | 45   | 16       |

### 市长列表

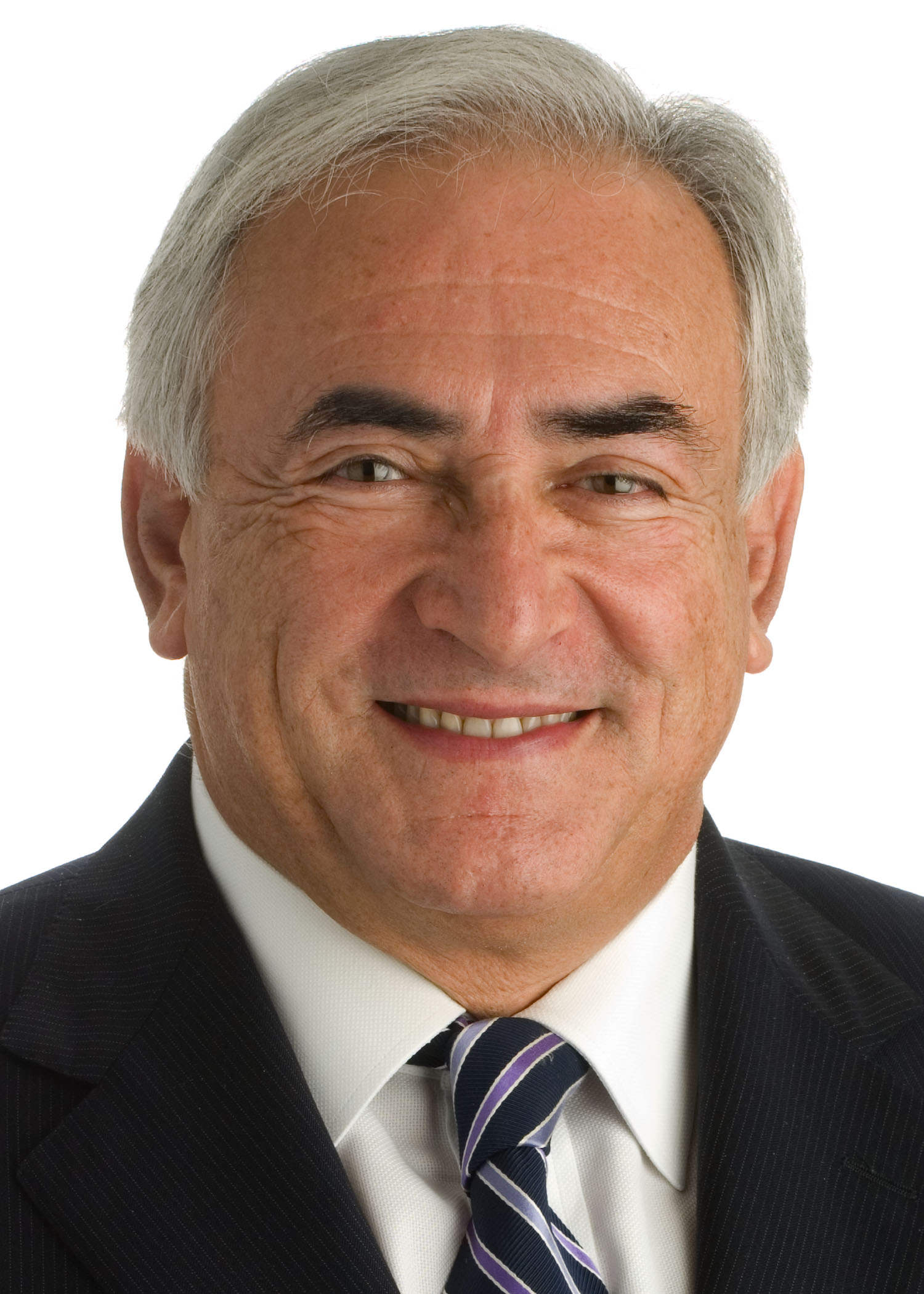
多米尼克·斯特劳斯-卡恩

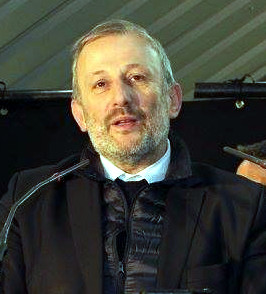
弗朗索瓦·普波尼

| 萨塞勒历届市长 |                                               |                   |
| 任期 | 市长                                          | 党派              |
| 1944年－1953年 | Henri Meyer 亨利·梅耶尔                       | 不详              |
| 1953年－1962年 | André Colle 安德烈·科勒                       | 不详              |
| 1962年－1965年 | René Salmon 勒内·萨尔蒙                       | DVD右翼无党派人士 |
| 1965年－1983年 | Henry Canacos 亨利·卡纳科斯                   | PCF法国共产党     |
| 1983年－1995年 | Raymond Lamontagne 雷蒙·拉蒙塔涅              | RPR保衛共和聯盟   |
| 1995年－1997年 | Dominique Strauss-Kahn 多米尼克·斯特劳斯-卡恩 | PS社会党          |
| 1997年－2007年* | François Pupponi 弗朗索瓦·普波尼              | PS社会党          |
| 2017年－2018年** | Nicolas Maccioni 尼古拉·马乔尼                | PS社会党          |
| 2018年*** | Annie Péronnet 安妮·佩罗内                    | PCF法国共产党     |
| 2018年－ | Patrick Haddad 帕特里克·哈达德                | PS社会党          |
| *注：弗朗索瓦·普波尼于2007年9月因担任大区议员而离职 **注：尼古拉·马乔尼于2017年9月担任萨塞勒市长，2018年3月辞职 ***注：安妮·佩罗内于2018年3月担任萨塞勒市长，同年10月辞职 |                                               |                   |

### 各级选举
在2019年欧洲议会选举中，法国国民阵线主席玛丽娜·勒庞在萨塞勒获得19.69%的支持率。
在2017年的法国总统大选中，法国第25任总统埃马纽埃尔·马克龙在萨塞勒获得了78.81%的支持率。
在2021年法国省级选举的首轮投票中，萨塞勒市长兼瓦兹河谷省议员帕特里克·哈达德先生（Patrick Haddad）和代博拉·伊斯拉埃尔女士（Déborah Israël）在萨塞勒县获得了74.1%的支持率。
在2021年法国大区选举中，法国政治家朱利安·巴尤在萨塞勒获得39.3%的支持率。

## 人口
2018年，萨塞勒市镇人口数量为58,811，在法国排名第98位。其中男性28,394人，女性30,417人，75岁及以上人口占4.5%，外籍人口数量为16,391人，人口密度为6,960人/平方公里，当地居民被称为（男性）或（女性）。2019年，萨塞勒境内出生1,102人，死亡人口370人。
| 年份   | 1936  | 1946  | 1954  | 1962   | 1968   | 1975   | 1982   | 1990   | 1999   | 2006   | 2011   | 2016   | 2018   |
| ------ | ----- | ----- | ----- | ------ | ------ | ------ | ------ | ------ | ------ | ------ | ------ | ------ | ------ |
| 人口數 | 7,083 | 6,622 | 8,397 | 35,800 | 51,674 | 55,007 | 53,630 | 56,833 | 57,871 | 58,654 | 58,398 | 57,781 | 58,811 |

## 经济
萨塞勒是瓦兹河谷省东部的一个经济中心，同时也是巴黎北部郊区的一个区域性的工商业中心，当地的经济发展事务由多个机构协调负责，其中法国就业局在萨塞勒境内设有劳务办公室，为当地居民提供创业及就业帮助。

### 产业分布

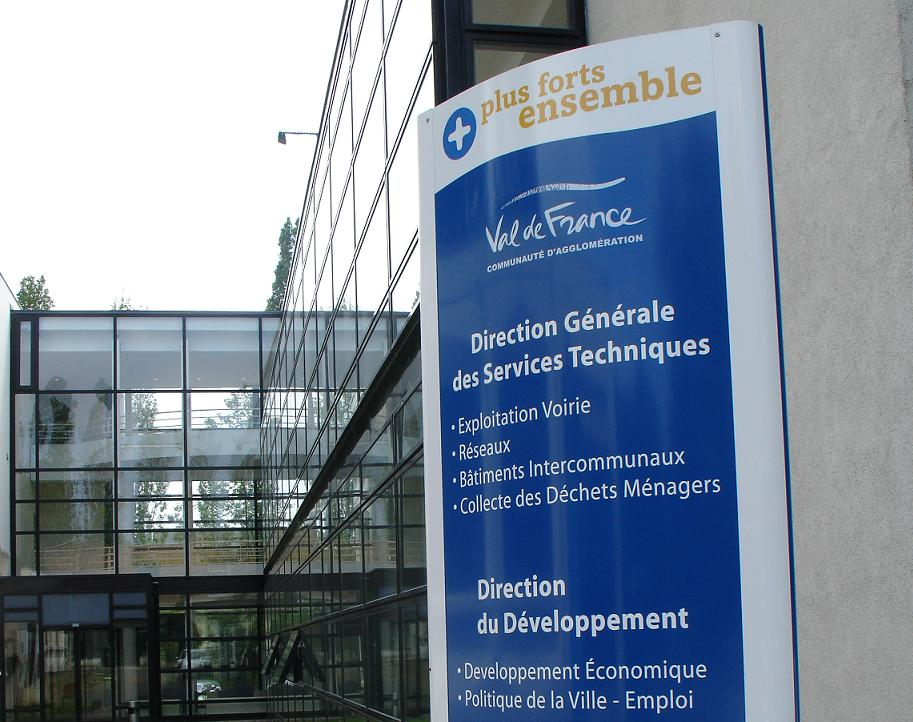
萨塞勒境内的一处行政办公室

在第一产业方面，萨塞勒历史上长期为一个农业村落，因葡萄酒种植园和木桶生产而闻名；直至20世纪50年代，萨塞勒依旧为巴黎北部一个重要的农产品生产基地。此后，随着当地城市化建设的发展，农业用地大规模缩减，至2017年，萨塞勒境内第一产业从业人数仅为8人，占总就业人数的0.1%，且相关企业的注册地均不在萨塞勒境内。
在第二产业方面，萨塞勒是一个区域性的工业中心，汽车、机械和食品加工是当地主要的工业部门。2017年，萨塞勒境内的工业及制造业相关从业人数为1,913人，占总就业人数的13.4%。其中德国客车制造商EvoBus的法国工厂设于萨塞勒，2019年共有员工919人。
在第三产业方面，萨塞勒境内设有多处商业购物中心，服务业是当地重要的经济支柱；而在行政方面，除副省政府外，萨塞勒境内还有多个医疗、教育、财政、通讯等机构。2017年，萨塞勒境内的第三产业相关从业人数为12,385，占总就业人数的86.6%。
截至2021年3月，当地共有各类用人单位9,752家，平均历史为11年，其中99.66%为中小型企业（PME）。（大型客车生产）、（特种服装销售）及（建材销售）是当地2019年营业额最高的三个企业，分别为815,579,582欧元、58,865,275欧元和49,723,475欧元。

## 财政
2020年，萨塞勒的财政收入总额为102,767,000欧元，比上一年增加了1,761,000欧元；财政支出总额为96,269,000欧元，比上一年增加1,428,000欧元；当年的债务总额为86,787,200欧元比上一年增加了2,621,700欧元。2021年，萨塞勒共获得44,958,134欧元的国家财政补助，比上一年增加了2.3%。

### 居民收入
2019年，萨塞勒的人均月收入总额为1,886欧元，比上一年增加了32欧元。其中高级职员为3,344欧元，低于法国平均水平（4,230欧元）；中级职员为2,228欧元，低于法国平均水平（2,411欧元）；普通职员为1,663欧元，亦低于法国平均水平（1,740欧元）；若以家庭作为单位，2019年，当地年收入低于一万欧元的家庭共有11,502户，占总数的35.3%，年收入超过十万欧元的家庭则有155户，占总数的0.48%。在税收方面，2019年，当地家庭应缴纳税的平均值为1,977欧元，低于法国平均水平（3,910欧元）；当地30.2%的家庭拥有纳税资格，亦低于法国平均水平（49.8%）。此外，2018年，萨塞勒境内的青壮年（15至64岁）失业率为22.1%，是法国平均水平（10.9%）的近两倍。

## 社会事务

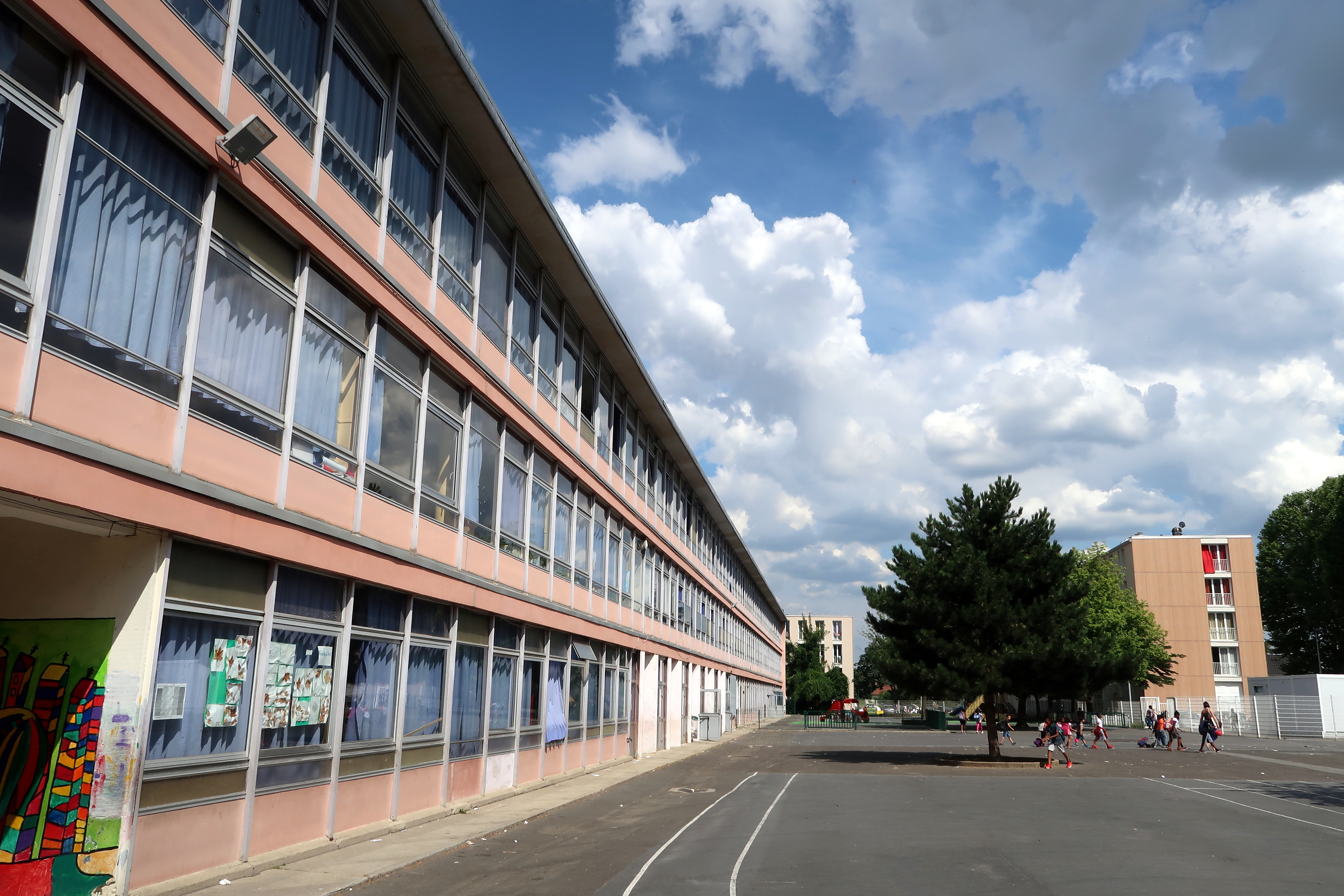
萨塞勒境内的一所小学

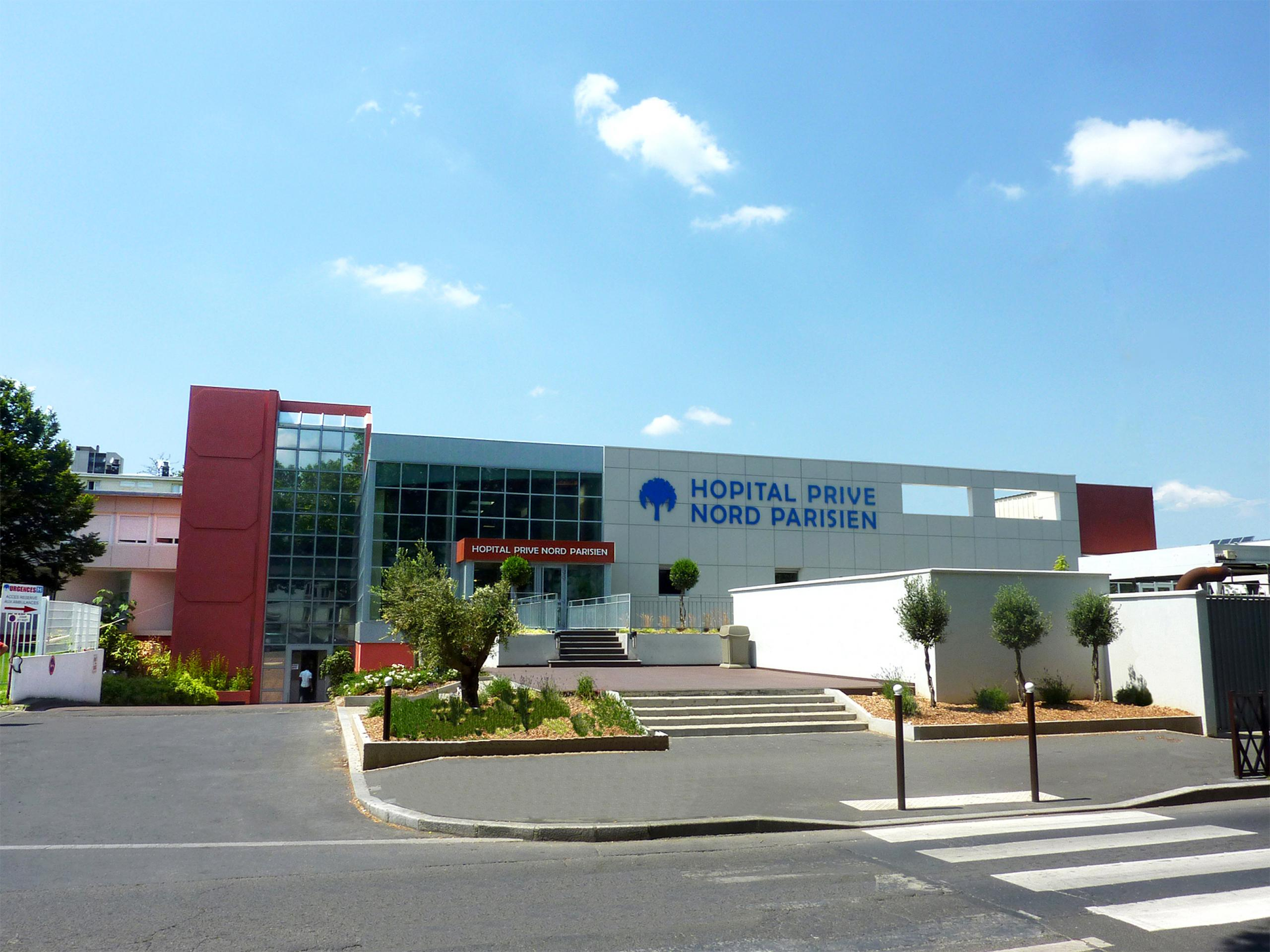
北部巴黎人私立医院

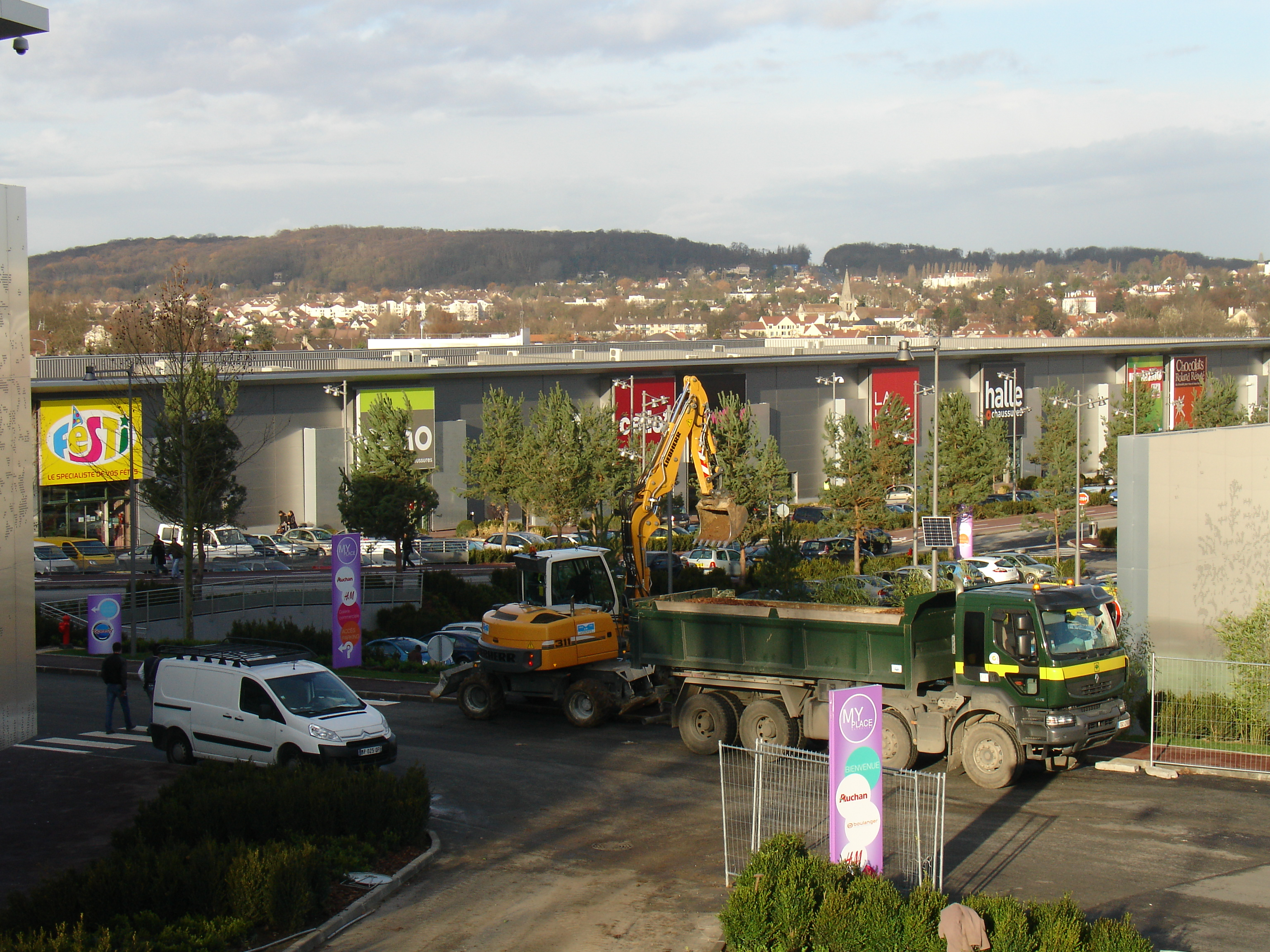
萨塞勒的一处商业街区

### 教育
萨塞勒属于凡尔赛学区。截止2020年1月1日，萨塞勒境内共有17所幼儿园、27所小学、12所初级中学和6所普通高中。2018至2019学年度，萨塞勒境内共有在校中等教育阶段学生7,699名。
在高等教育方面，CY塞尔吉-巴黎大学在萨塞勒设有一所大学技术学院，共开设三个大学技术学士文凭和四个职业本科文凭专业。

### 医疗
截止2020年1月1日，萨塞勒境内共有全科医生48名、保健师46名、牙医28名、护士70名、耳科医生1名、眼科医生4名、皮肤科医生2名、助产士6名、儿科医生10名和妇科医生11名。境内共有药房18家、养老院2家、残疾人帮扶中心4家。
北部巴黎人私立医院是一家总部设于萨塞勒的综合性私立医疗机构，开设有数十个科室，共设有床位236个。
而在公共医疗管理方面，萨塞勒是“戈内斯中心医院”（Centre Hospitalier de Gonesse）的服务范围，后者是法国的一个区域性医疗机构，其主病区位于戈内斯市区，距离萨塞勒大约6公里，设有床位940个，是当地规模最大的公立综合性医院。戈内斯中心医院在萨塞勒境内设有一处心理健康中心（CMP）。

### 住房
2018年，萨塞勒境内共有各类住房20,263套，比上一年增加了99套。按照房屋类型划分，当地18%为独立式居民区，主要分布于市区北部的萨塞勒老城；81.2%为集中式居民区，主要分布于市区南部的洛谢尔街区。常住房屋占萨塞勒市镇范围内居民建筑总量的93.2%，当地的社会保障性住房由瓦兹河谷省房管局（Val d’Oise Habitat）负责管理，其在萨塞勒设有一个分支机构。
在住房保障政策方面，2017年，萨塞勒境内共有7,446户家庭获得了住房经济补助，受益人数占总人口数量的12.7%，其中6,764份为房租补助。

### 商业
2019年，萨塞勒境内共有各类实体商铺1,811家，其中餐厅229家、大型超市10家、杂货店49家、面包房39家、肉铺22家、书店6家、装饰品店7家、银行门店12家、美容美发店68家、汽车维修店75家。市区中南部建有“我的地盘购物中心”（My Place）大型开放式商业街区，欧尚、利多超市、H&M、Foot Locker、JD Sports、布朗热电器等连锁商场以及麦当劳等餐饮机构入驻于此。2017年10月，CGR电影城在萨塞勒开设了一家大型电影院。

### 环境
萨塞勒的环境事务由萨塞勒市政府以及其所处的城市圈公共社区共同负责，其中萨塞勒市政府自1970年创建“萨塞勒地区城市垃圾处理管理局”（SIGIDURS），其下属的垃圾处理中心位于萨塞勒市区东北部，负责萨塞勒附近共59个市镇的生活垃圾处理，2020年11月24日，该垃圾处理厂因火灾而被迫关闭，当地的生活垃圾临时转至相邻的其它垃圾厂进行处理。在水环境方面，萨塞勒的生活直饮水由法兰西岛水管局（SEDIF）负责管理，而萨塞勒市政府则直接负责当地的污水处理事务。
2019年，萨塞勒境内暂无污染企业。距离萨塞勒最近的大气环境监测点位于戈内斯境内，2015年测得的一氧化碳平均值分别为300µg/m³、二氧化氮浓度平均值为27µg/m³、颗粒物浓度平均值为19µg/m³。距离萨塞勒最近的水环境监测点位于加日莱戈内斯境内，该地2014年测得的水体坤化物浓度为2µg/L、汞化物浓度为0.1µg/L、硝酸盐浓度为2mg/L。除此之外，因靠近巴黎戴高乐机场，萨塞勒亦被划入噪音影响范围，机场方面每年将对萨塞勒进行财政补贴。

### 治安
2019年，萨塞勒市镇范围内有1处派出所。距离萨塞勒最近的国家宪兵队位于埃库昂境内，距离萨塞勒老城不到3公里。距离萨塞勒最近的消防站则位于维利耶勒贝勒境内，后者也是瓦兹河谷省的四个消防总站（Centre de secours principal）之一，其西侧与萨塞勒老城直接相邻。
2020年，萨塞勒附近共四个市镇（萨塞勒、圣布里斯苏福雷、维利耶勒贝勒、加日莱戈内斯）共发生各类案件8,239起，其中盗窃类案件3,792起，经济类案件771起，毒品交易类案件638起。

## 文化
2020年，萨塞勒境内共有2家剧场、1家电影院和1家音乐厅。鲁瓦西-法兰西地区城市圈公共社区在萨塞勒洛谢尔街区建有安娜·朗菲斯市际多媒体中心（Médiathèque intercommunale Anna Langfus），工作日每周二至六向公众开放。

### 建筑
萨塞勒境内的历史建筑主要分布于北部老城，其中萨塞勒圣伯多禄和圣保罗教堂建于公元12世纪初，自1911年起被列入法国国家文物保护单位。除此之外，萨塞勒的大部分建筑建于近现代，其中洛谢尔街区整体建于20世纪50年代以后，多为高层建筑。

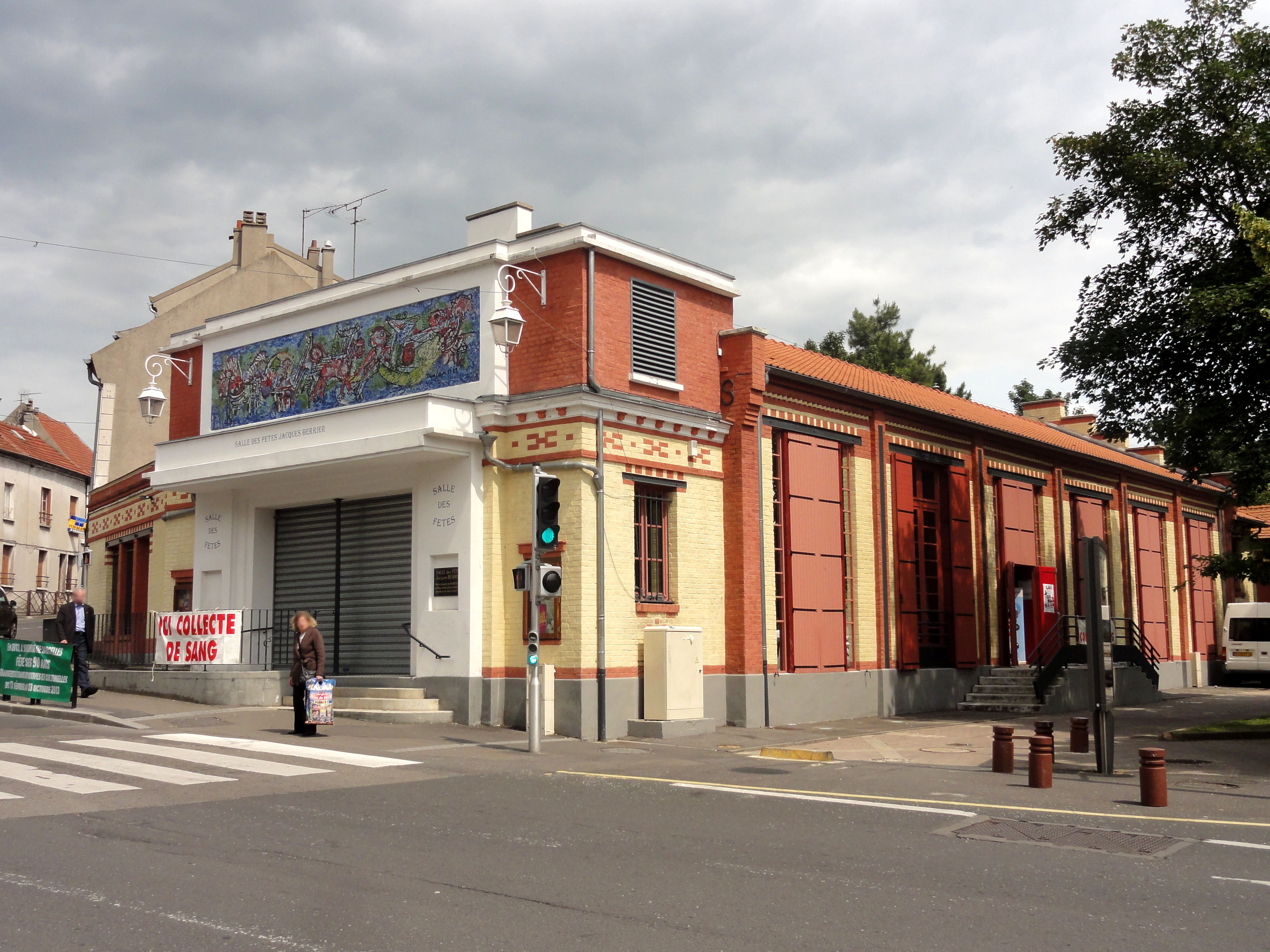
萨塞勒活动中心
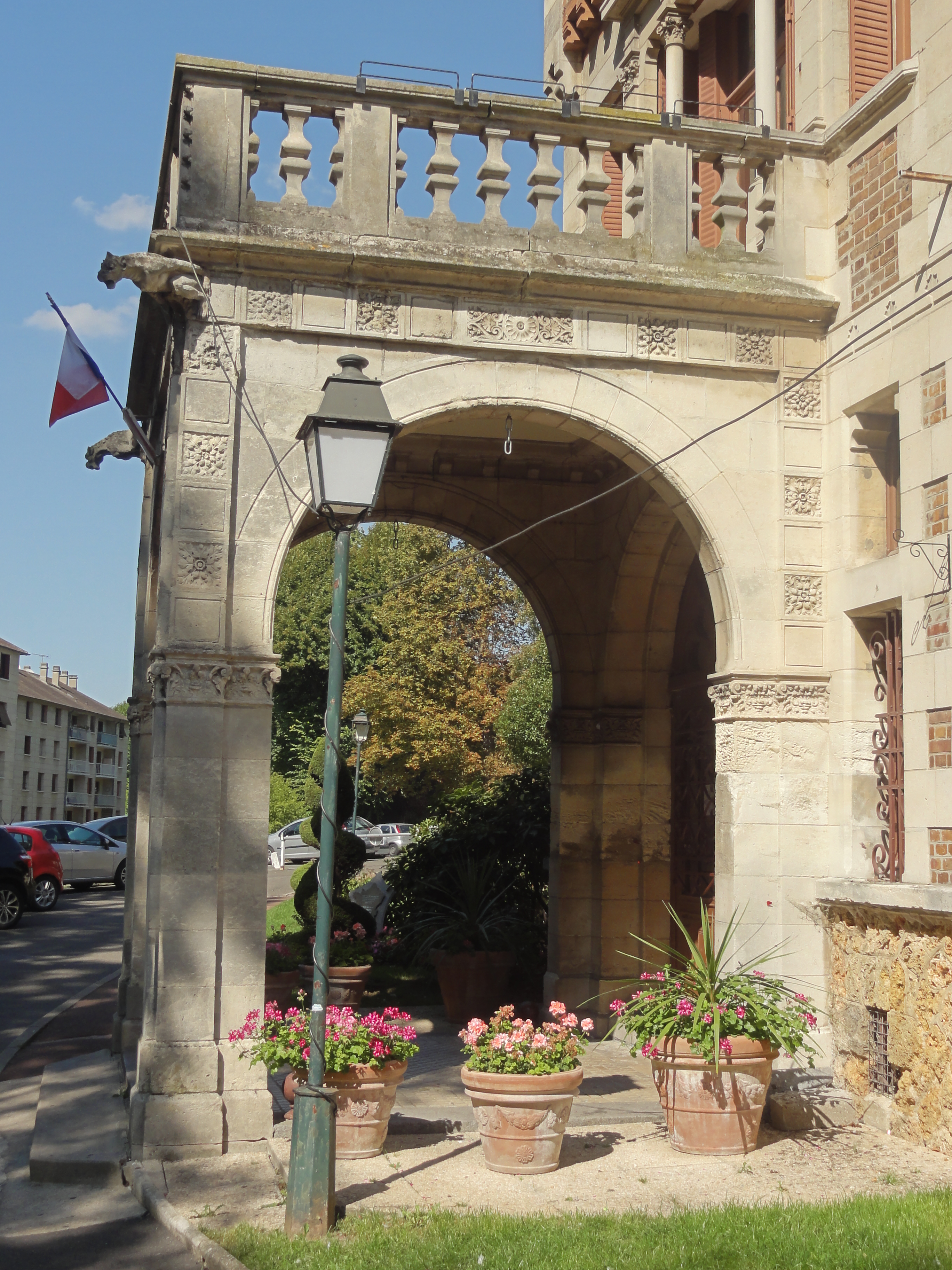
市政厅门廊
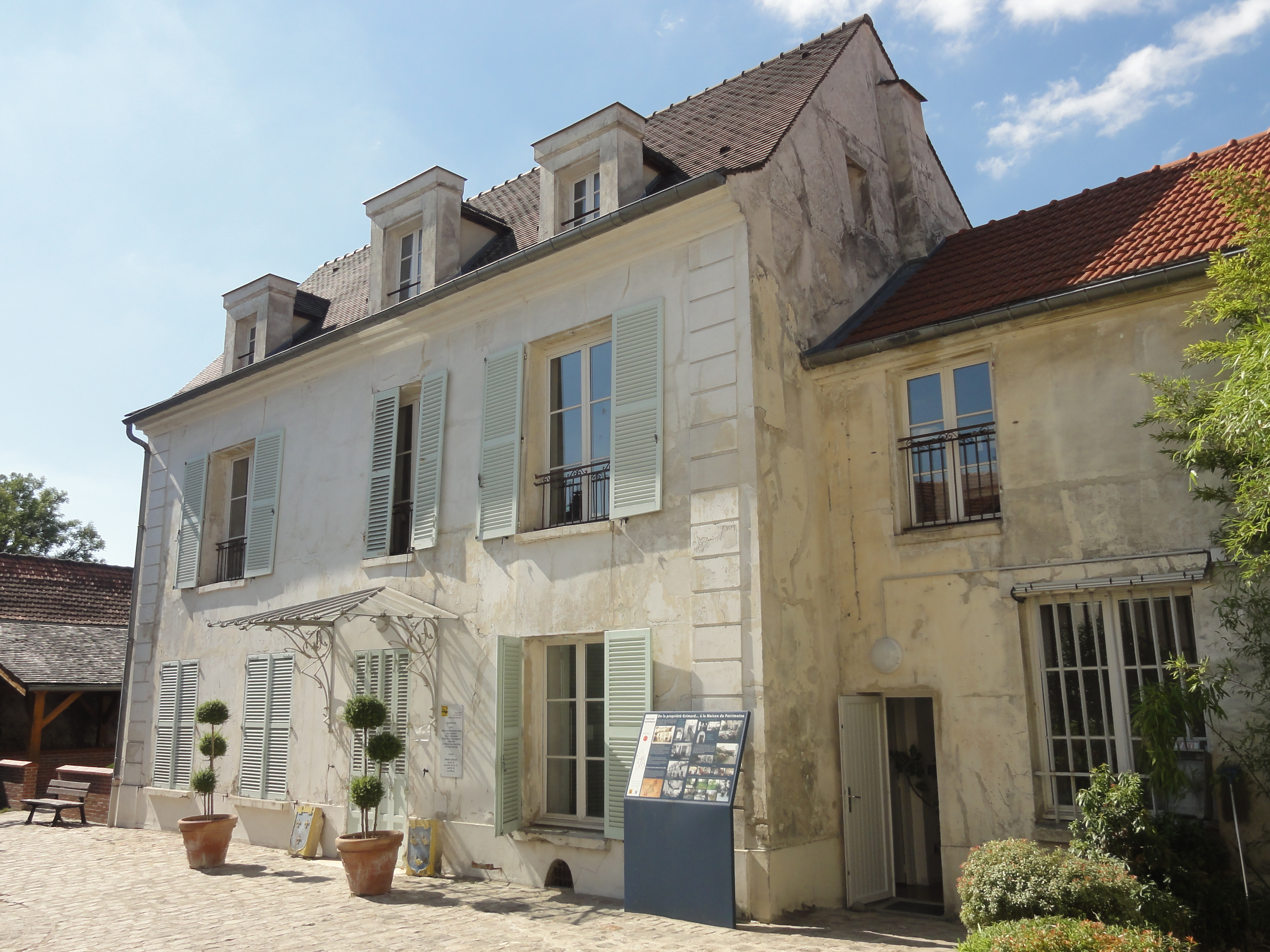
传统建筑
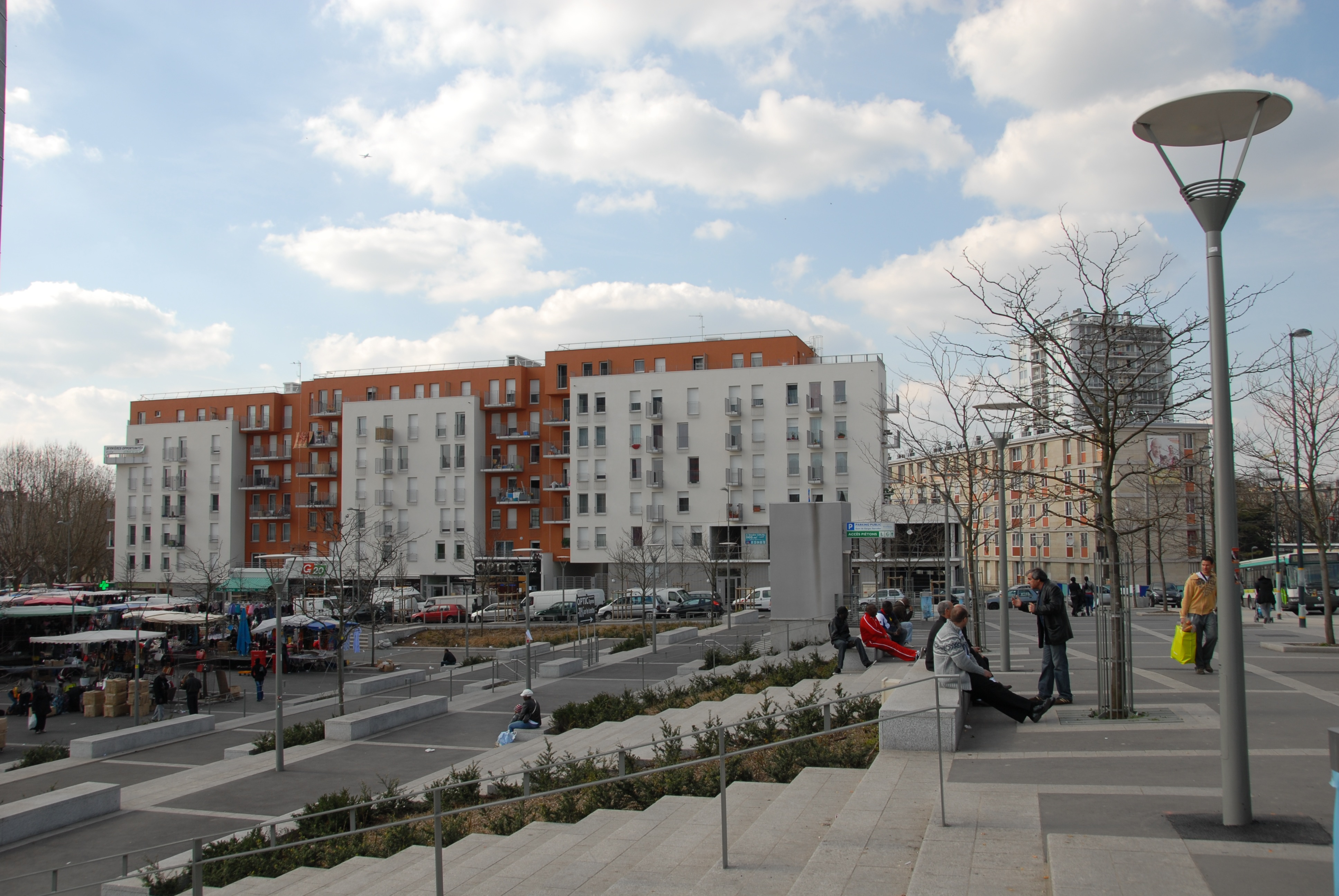
洛谢尔街区一角
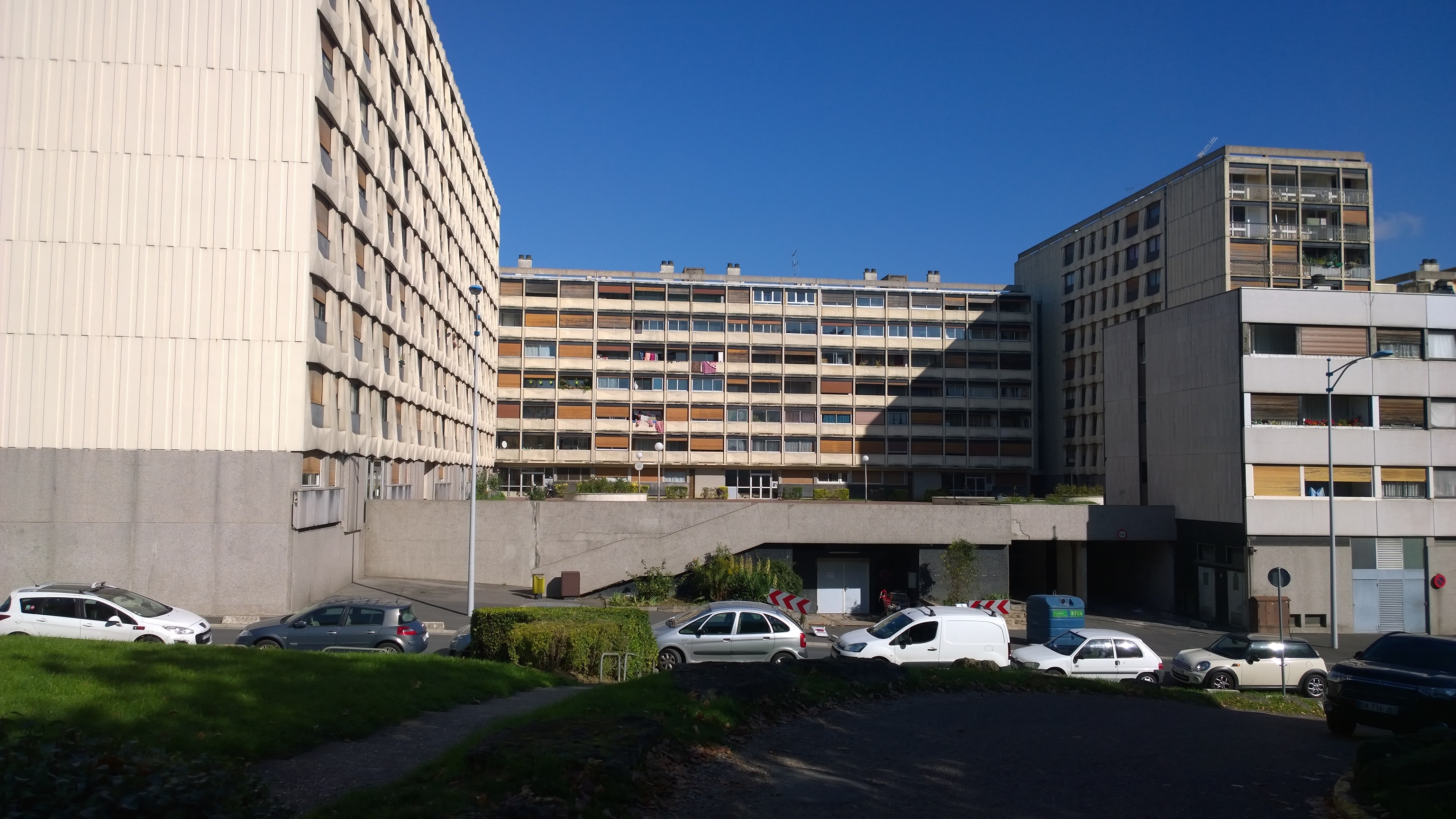
现代居民建筑
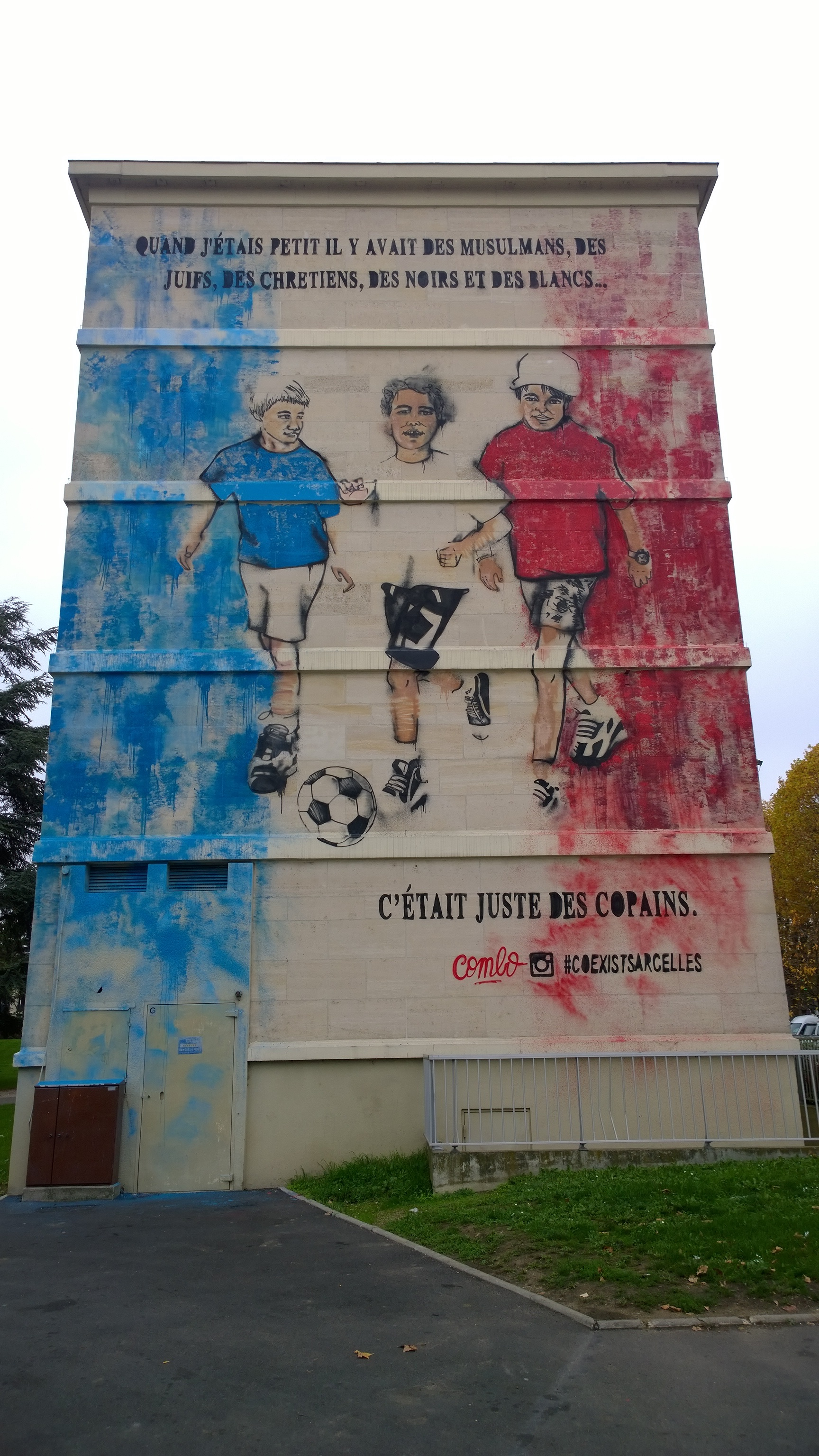
建筑外立面绘画

### 宗教

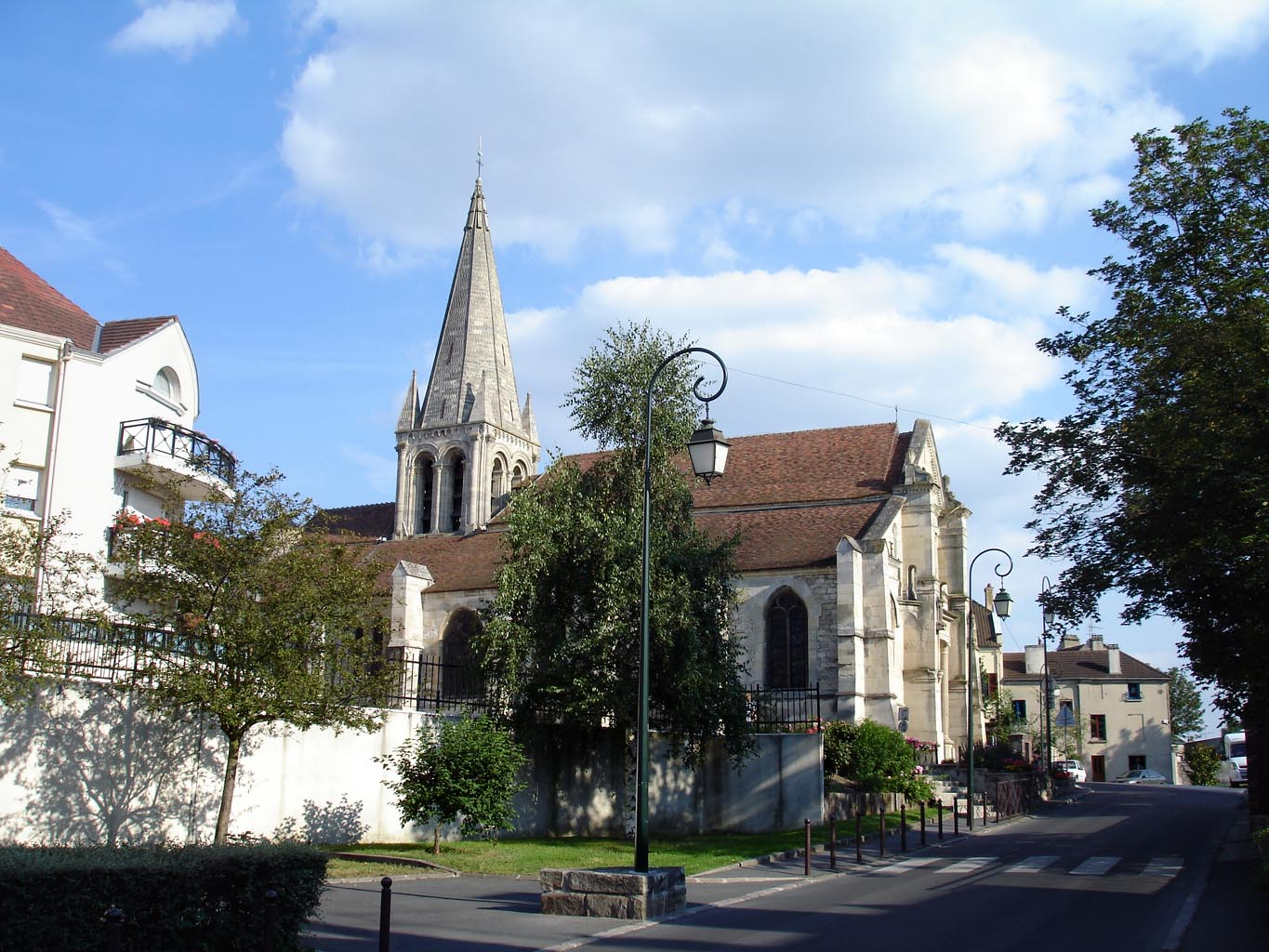
萨塞勒圣伯多禄和圣保罗教堂

萨塞勒自中世纪中期起为一个天主教总铎区，后于1801年撤销，现为天主教蓬图瓦兹教区的一个堂区，圣伯多禄和圣保罗教堂是当地主要的天主教活动中心。2004年，萨塞勒建成了使徒圣托马教堂，后者是欧洲最大的加色丁礼天主教会教堂。
萨塞勒也是法国重要的穆斯林聚集区。截至2021年3月，萨塞勒境内共有三处清真寺，其中萨塞勒大清真寺建于1986年，全名为“萨塞勒信仰联合清真寺”（مسجد الإيمان والوحدة），是当地重要的伊斯兰活动中心，该清真寺亦提供阿拉伯语及伊斯兰教的相关课程。

### 旅游

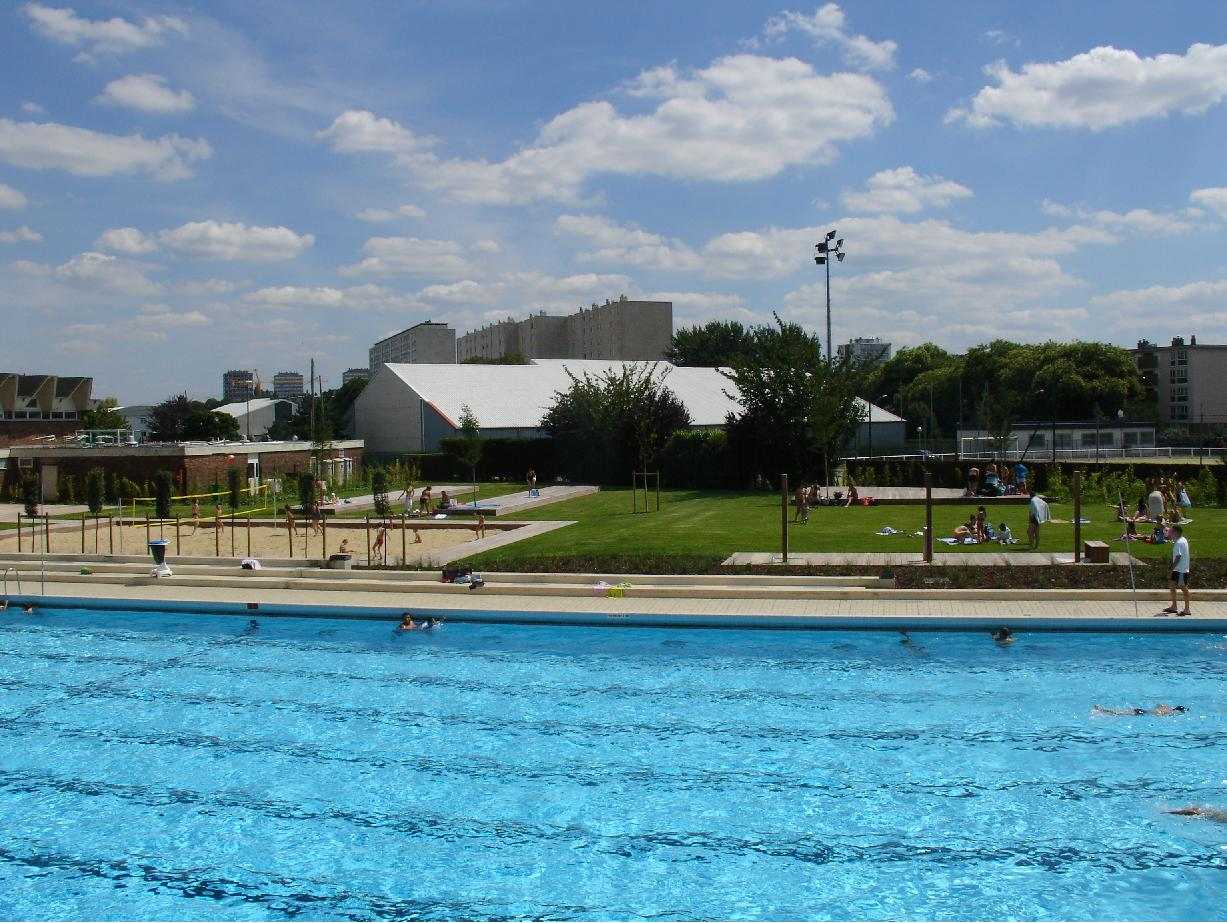
萨塞勒的一处游泳池

萨塞勒的旅游事务由其市政府、瓦兹河谷省及法兰西岛大区共同负责。萨塞勒境内的圣伯多禄和圣保罗教堂是一处标志性的历史建筑物，而位于市镇范围中部的莱普雷苏拉维尔公园（Parc des Prés sous la ville）则是当地主要的休闲娱乐场所。2020年，萨塞勒境内共有3家宾馆共计226间房间。

### 体育
2020年，萨塞勒境内共有1家游泳池、7间体育馆、3座综合体育场、12处网球场、4处足球或橄榄球场以及1处篮球或排球场。
萨塞勒市政府自1929年起创建“萨塞勒友谊体育联盟”（Association Amicale et Sportive de Sarcelles），截至2021年3月已发展成为涵盖了包括足球、篮球、拳击、游泳等20个体育项目团队的综合性体育联盟。该联盟下属的足球俱乐部包含了不同年龄段及性别的共计41支队伍，其中男子队在2020至2021赛季参加法兰西岛大区足球联赛。
除友谊体育联盟外，萨塞勒境内共有7家注册足球俱乐部，以及十余个其它项目的独立体育团体。

### 媒体

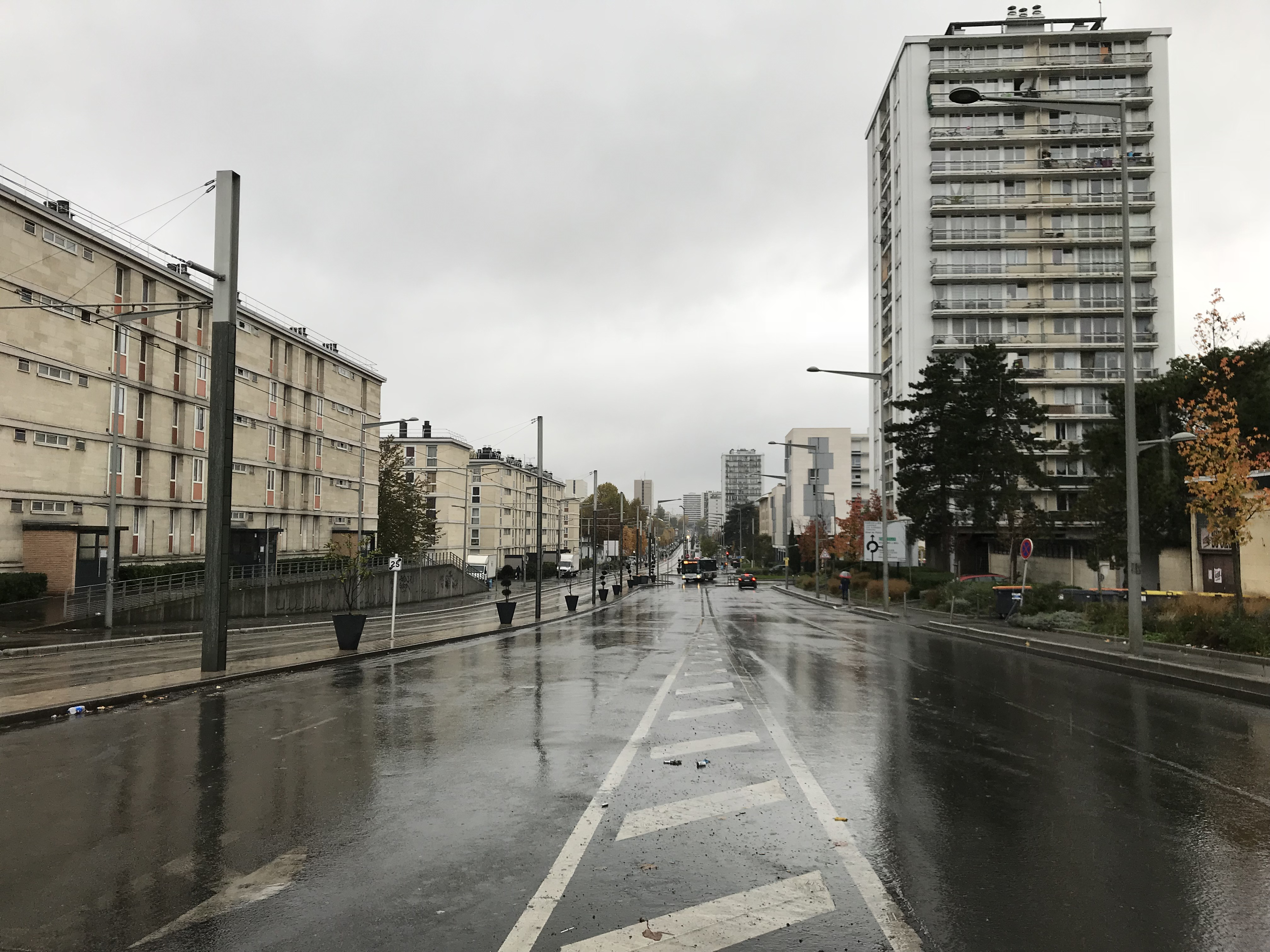
萨塞勒保罗·瓦勒里大街，曾为多个影视作品的取景地

法国主要的媒体均可在萨塞勒接收，法国电视三台下属的法兰西岛大区频道在部分时段播出萨塞勒所属区域的地方新闻。《瓦兹河谷省小报》是瓦兹河谷省的一个省级周刊，该刊物设有萨塞勒专栏。在现代社交媒体方面，萨塞勒市政府在Facebook、Twitter、YouTube等网站上均建有官方账号。

### 影视作品
多部电影在萨塞勒取景，其中1959年拍摄的《草原之路》和1963年拍摄的《地下恋情》当中出现了萨塞勒洛谢尔街区建设的镜头，而1977年拍摄的《鲁瓦西之前的最后出口》则描述了洛谢尔街区的“sarcellite”城市问题。
萨塞勒也是巴黎北部重要的说唱文化活动聚集区之一，法国说唱歌手斯托米·巴格西长期生活于萨塞勒，其多部作品与当地的生活有关。2016年MRC的作品《没有战争的和平》（Paix sans guerre）和2017年麦地那的作品《大巴黎》（Grand Paris）均有多个镜头取景于萨塞勒。

## 相关人物
法国医生爱德华·皮雄、作家欧仁·康瑟利耶、歌手梅尔旺·里姆、篮球运动员雷蒙·奥夫内、击剑运动员弗雷德里克·德尔普拉、橄榄球运动员拉巴·斯利马尼、羽毛球女运动员德尔菲娜·德尔吕、阿尔及利亚足球运动员和法国籍足球运动员維薩姆·本耶德爾、尤努斯·桑卡雷、迪米特里·富尔基耶、詹姆斯·莱亚·西利基、勒尼·潘托尔出生于萨塞勒。

## 友好城市
截至2021年3月，萨塞勒共与两座城市互为友好城市关系：
- 德国 美因河畔哈特斯海姆
- 以色列 内坦亚

### 文献网站
- INSEE. . insee.fr.   [2021-03-12]. （原始内容存档于2020-10-28） （法语）.
- ville de Sarcelles (编). . sarcelles.fr.   [2021-03-12]. （原始内容存档于2021-03-12） （法语）.

### 分类资料
历史类
1. ↑  Stéphane Gendron. . Editions Errance. 2008: 340p. ISBN 978-2877723718 （法语）.
2. ↑  Histoire de Sarcelles, « Sarcelle » ou canard sauvage figurant sur les anciens blasons ; en réalité, les trois oiseaux représentés sur le blason du marquisat de Sarcelles seraient des merlettes. （法文）
3. ↑  Histoire de Sarcelles, Des silex taillés retrouvés lors des fondations des Flanades et au Mont-de-Gif témoignent d'une activité humaine remontant au moins au paléolithique. （法文）
4. ↑  Histoire de Sarcelles, Sur Sarcelles : des pièces de monnaie romaines à l'effigie de Constantin, de petits édifices gallo-romains sous l'église, un hypocauste (système de chauffage par le sol, datant entre 190 à 230 ap. JC) vers le Haut-du-Roy. C'est probablement à cette époque que le village de Sarcelles est né sur la voie de Paris à Luzarches. （法文）
5. ↑  Histoire de Sarcelles, Un écrit de Jean Mabillon expliqué par l'Abbé Lebœuf, auteur de « Histoire de la ville et du diocèse », mettrait Sarcelles parmi les terres où les rois avaient un palais : un palais aurait existé et serait l'actuel Haut-du-Roy. Dans une charte datant de 832, la villa de Sarcelles aurait été rattachée à l'abbaye de Saint-Denis. （法文）
6. ↑  André Lapeyre. Bulletin monumental , 编. . Paris: Société française d'archéologie, vol. 109. 1951: P416–420. ISSN 0007-473X.
7. ↑  Histoire de Sarcelles, Amalric ou Amaury est seigneur de Sarcelles en 1260. （法文）
8. ↑  Histoire de Sarcelles, Sarcelles sera sous la domination anglaise de 1420 à 1436 et de nombreux biens seront réquisitionnés... vit fleurir de belles maisons. （法文）
9. ↑  france-pittoresque.com. A. Gallet , 编. . france-pittoresque.com. 2016-06-14  [2021-03-11]. （原始内容存档于2015-04-01） （法语）.
10. ↑  Histoire de Sarcelles, La première briqueterie est recensée entre 1764 et 1773. （法文）
11. ↑  Histoire de Sarcelles, Sur 260 feux ou ménages... on trouve 93 vignerons. （法文）
12. ↑  Histoire de Sarcelles, L'assemblée du tiers état de la paroisse de Sarcelles se tient le 15 avril 1789 réclamant l'égalité devant l'impôt, son allègement et la suppression de certains droits : de franc fief, de péage.... （法文）
13. ↑  Histoire de Sarcelles, Les biens du clergé sont confisqués. Le 3 janvier 1793, le château et la seigneurie de Sarcelles deviennent la propriété de M. de Montort, notaire à Paris. （法文）
14. ↑  95.telif.tv. MIKAËL JOLY , 编. . 95.telif.tv. 2018-11-19  [2021-03-11]. （原始内容存档于2021-01-18） （法语）.
15. ↑  Histoire de Sarcelles, Après un morcellement absurde des cultures... L'hygiène est relative et le maire doit batailler avec ses habitants.. （法文）
16. ↑  ville de Sarcelles. . sarcelles.fr.   [2021-03-11]. （原始内容存档于2021-03-12） （法语）.
17. ↑  Dominique Lefrançois. éditions de la Mission Mémoires et Identités en Val de France , 编. . 2005 （法语）.
18. ↑  leparisien.fr. . leparisien.fr. 2004-07-30  [2021-03-11]. （原始内容存档于2021-05-02） （法语）.
19. ↑  lefigaro.fr. . lefigaro.fr. 2006-03-18  [2021-03-11]. （原始内容存档于2022-04-19） （法语）.
20. ↑  leparisien.fr. . leparisien.fr. 2017-07-03  [2021-03-11]. （原始内容存档于2022-01-13） （法语）.
21. ↑  lemonde.fr. . lemonde.fr. 2014-07-20  [2021-03-11]. （原始内容存档于2021-04-11） （法语）.
22. ↑  senat.fr. . senat.fr. 1998  [2021-03-11]. （原始内容存档于2016-04-06） （法语）.
23. ↑  legifrance.gouv.fr. . legifrance.gouv.fr. 2000-03-04  [2021-03-11]. （原始内容存档于2022-01-13） （法语）.
24. ↑  cergy-pontoise.tribunal-administratif.fr. . cergy-pontoise.tribunal-administratif.fr. 2015-12-11  [2021-03-13]. （原始内容存档于2020-09-21） （法语）.
25. ↑  roissypaysdefrance.fr. . roissypaysdefrance.fr.   [2021-03-11]. （原始内容存档于2021-02-08） （法语）.
26. ↑  leparisien.fr. . leparisien.fr. 2002-09-25  [2021-03-11]. （原始内容存档于2022-01-13） （法语）.
27. ↑  actu.fr. . actu.fr. 2017-07-03  [2021-03-12]. （原始内容存档于2022-01-13） （法语）.

地理类
1. ↑  Médard Thiry, Jean-Michel Schmitt, Christophe Innocent, Isabelle Cojan. . HAL. 2016: 55p.  [2021-03-18]. （原始内容存档于2018-11-02） （法语）.
2. ↑  BRGM (编). . brgm.fr.   [2021-03-13]. （原始内容存档于2021-02-19） （法语）.
3. ↑  . lexpress.fr. 2015-12-11  [2021-03-14]. （原始内容存档于2015-12-13） （法语）.
4. ↑  insee.fr. . insee.fr.   [2021-03-12]. （原始内容存档于2018-07-24） （法语）.
5. ↑  insee.fr. . insee.fr.   [2021-03-12]. （原始内容存档于2018-07-24） （法语）.
6. ↑  insee.fr. . insee.fr.   [2021-03-12]. （原始内容存档于2020-11-10） （法语）.
7. ↑  insee.fr. . insee.fr.   [2021-03-12]. （原始内容存档于2020-11-15） （法语）.
8. ↑  sig.ville.gouv.fr. . sig.ville.gouv.fr.   [2021-03-12]. （原始内容存档于2019-05-17） （法语）.
9. ↑  Transilien. . transilien.com.   [2021-03-12]. （原始内容存档于2022-01-13） （法语）.
10. ↑  Transilien. . transilien.com.   [2021-03-12]. （原始内容存档于2018-09-05） （法语）.
11. ↑  Transilien. . transilien.com.   [2021-03-13]. （原始内容存档于2017-10-05） （法语）.
12. ↑  ville de Sarcelles. . sarcelles.fr.   [2021-03-12]. （原始内容存档于2019-09-11） （法语）.
13. ↑  Île de France Mobilité. . iledefrance-mobilites.fr.   [2021-03-13]. （原始内容存档于2020-12-01） （法语）.

社科类
1. ↑  collectivites-locales.gouv.fr. . collectivites-locales.gouv.fr.   [2021-03-12]. （原始内容存档于2017-08-03） （法语）.
2. ↑  ville de Sarcelles. . sarcelles.fr.   [2021-03-12]. （原始内容存档于2019-09-17） （法语）.
3. ↑  ville de Sarcelles. . sarcelles.fr.   [2021-03-12]. （原始内容存档于2021-04-06） （法语）.
4. ↑  ville de Sarcelles. . sarcelles.fr.   [2021-03-12] （法语）.[]
5. ↑  communauté d'agglomération Roissy Pays de France. . roissypaysdefrance.fr.   [2021-03-12]. （原始内容存档于2021-01-28） （法语）.
6. ↑  Ministère de l'Intérieur (编). . interieur.gouv.fr. 2019-05-26  [2021-03-12]. （原始内容存档于2022-01-13） （法语）.
7. ↑  Ministère de l'Intérieur (编). . interieur.gouv.fr. 2019-05-26  [2021-03-12]. （原始内容存档于2021-01-19） （法语）.
8. ↑  Ministère de l'Intérieur (编). . interieur.gouv.fr.   [2021-12-19]. （原始内容存档于2022-01-13） （法语）.
9. ↑  Ministère de l'Intérieur (编). . interieur.gouv.fr. 2021-06-27  [2021-12-19]. （原始内容存档于2022-01-13） （法语）.
10. ↑  demarchesadministratives.fr (编). . demarchesadministratives.fr.   [2021-03-12]. （原始内容存档于2022-03-30） （法语）.
11. ↑  Le Figaro (编). . entreprises.lefigaro.fr. 2021-02-25  [2021-03-12]. （原始内容存档于2022-01-13） （法语）.
12. ↑  Manageo (编). . manageo.fr.   [2021-03-12]. （原始内容存档于2021-01-15） （法语）.
13. ↑  Le Figaro (编). . entreprises.lefigaro.fr.   [2021-03-12]. （原始内容存档于2020-10-24） （法语）.
14. ↑  JDN (编). . journaldunet.fr.   [2021-12-19]. （原始内容存档于2017-09-24） （法语）.
15. ↑  Ministère de la Cohésion des territoires et des Relations avec les collectivités territoriales (编). . cohesion-territoires.gouv.fr.   [2021-12-19]. （原始内容存档于2022-01-13） （法语）.
16. ↑  JDN (编). . journaldunet.fr.   [2021-03-12]. （原始内容存档于2020-08-02） （法语）.
17. ↑  Académie de Versailles. . ac-versailles.fr.   [2020-04-25]. （原始内容存档于2020-12-01） （法语）.
18. ↑  Académie de Versailles. . bv.ac-versailles.fr.   [2020-04-25]. （原始内容存档于2021-01-16） （法语）.
19. ↑  . linternaute.com.   [2021-03-12]. （原始内容存档于2018-06-16） （法语）.
20. ↑  . villedata.fr.   [2021-03-12]. （原始内容存档于2022-01-13） （法语）.
21. ↑  sanitaire-social.com. . sanitaire-social.com.   [2021-03-12]. （原始内容存档于2021-01-19） （法语）.
22. ↑  FHF. . etablissements.fhf.fr.   [2021-03-12]. （原始内容存档于2009-11-06） （法语）.
23. ↑  hopital-de-gonesse.fr. . hopital-de-gonesse.fr.   [2021-03-12] （法语）.[]
24. ↑  . linternaute.com.   [2021-03-12]. （原始内容存档于2014-05-09） （法语）.
25. ↑  . valdoisehabitat.fr.   [2021-03-12]. （原始内容存档于2021-02-26） （法语）.
26. ↑  . valdoisehabitat.fr.   [2021-03-12]. （原始内容存档于2018-04-05） （法语）.
27. ↑  Le Parisien (编). . leparisien.fr.   [2021-03-12]. （原始内容存档于2022-01-13） （法语）.
28. ↑  . sigidurs.fr.   [2021-03-12]. （原始内容存档于2020-11-27） （法语）.
29. ↑  ville de Sarcelles (编). . sarcelles.fr.   [2021-03-12]. （原始内容存档于2019-09-15） （法语）.
30. ↑  EAUFRANCE (编). . services.eaufrance.fr.   [2021-03-12]. （原始内容存档于2020-02-24） （法语）.
31. ↑  . linternaute.com.   [2021-03-12]. （原始内容存档于2018-10-25） （法语）.
32. ↑  . linternaute.com.   [2021-03-12]. （原始内容存档于2019-02-25） （法语）.
33. ↑  . linternaute.com.   [2021-03-12]. （原始内容存档于2022-01-13） （法语）.
34. ↑  ville de Sarcelles (编). . sarcelles.fr.   [2021-03-13]. （原始内容存档于2020-02-25） （法语）.
35. ↑  . lannuaire.service-public.fr.   [2021-03-12]. （原始内容存档于2022-01-13） （法语）.
36. ↑  . demarchesadministratives.fr.   [2021-03-12]. （原始内容存档于2022-01-13） （法语）.
37. ↑  SDIS95. . pompiers95.fr.   [2021-03-14]. （原始内容存档于2022-01-13） （法语）.
38. ↑  . linternaute.com.   [2021-03-12]. （原始内容存档于2020-11-25） （法语）.
39. ↑  France 3 Ile-de-france (编). . france3-regions.francetvinfo.fr.   [2021-03-12] （法语）.[]

文化类
1. ↑  . surma-route.net.   [2021-03-12]. （原始内容存档于2017-08-28） （法语）.
2. ↑  . letudiant.fr.   [2021-03-12]. （原始内容存档于2022-01-13） （法语）.
3. ↑  roissypaysdefrance.fr. . roissypaysdefrance.fr.   [2021-03-13]. （原始内容存档于2021-01-17） （法语）.
4. ↑  . pop.culture.gouv.fr.   [2021-03-12]. （原始内容存档于2019-05-04） （法语）.
5. ↑  . catholique95.fr.   [2021-03-12]. （原始内容存档于2021-04-01） （法语）.
6. ↑  . eglise-catholique-sarcelles.com.   [2021-03-12]. （原始内容存档于2021-01-28） （法语）.
7. ↑  leparisien.fr. . leparisien.fr. 2004-02-09  [2021-03-11]. （原始内容存档于2022-01-13） （法语）.
8. ↑  . lamosqueeducoin.com.   [2021-03-12]. （原始内容存档于2020-09-28） （法语）.
9. ↑  . patrimoine-religieux.fr.   [2021-03-12] （法语）.[]
10. ↑  aass.fr (编). . aass.fr.   [2021-03-13]. （原始内容存档于2021-01-24） （法语）.
11. ↑  FÉDÉRATION FRANÇAISE DE FOOTBALL (编). . fff.fr.   [2021-03-13]. （原始内容存档于2022-01-13） （法语）.
12. ↑  FÉDÉRATION FRANÇAISE DE FOOTBALL - LIGUE DE PARIS ILE-DE-FRANCE (编). . paris-idf.fff.fr.   [2021-03-12]. （原始内容存档于2021-02-26） （法语）.
13. ↑  FÉDÉRATION FRANÇAISE DE FOOTBALL - LIGUE DE PARIS ILE-DE-FRANCE (编). . paris-idf.fff.fr.   [2021-03-12]. （原始内容存档于2022-01-13） （法语）.
14. ↑  ville de Sarcelles. . sarcelles.fr.   [2021-03-12]. （原始内容存档于2019-09-11） （法语）.
15. ↑  actu.fr (编). . actu.fr.   [2021-03-12]. （原始内容存档于2021-02-23） （法语）.
16. ↑  Françoise Arnoul. éditions Belfond , 编. . Paris. 1995. ISBN 2714432441 （法语）.
17. ↑  pop-up-urbain.com (编). . pop-up-urbain.com. 2017-03-08  [2021-03-12]. （原始内容存档于2021-01-26） （法语）.
18. ↑  ville de Sarcelles. . sarcelles.fr.   [2021-03-12]. （原始内容存档于2021-03-23） （法语）.

综合类
1. 1 2 3 4  communes.com. . communes.com.   [2021-03-12]. （原始内容存档于2021-01-21） （法语）.
2. 1 2 3 4 5 6 7 8 9 10 11 12 13 14 15 16 17 18  Géoportail. . geoportail.fr.   [2021-12-19]. （原始内容存档于2022-01-13） （法语）.
3. 1 2 3  Cassini. . cassini.ehess.fr.   [2021-03-12]. （原始内容存档于2022-01-02） （法语）.
4. 1 2  ville de Sarcelles. . sarcelles.fr.   [2021-03-11]. （原始内容存档于2021-03-12） （法语）.
5. 1 2 3 4 5 6 7  ville de Sarcelles (编).  (pdf). sarcelles.fr.   [2021-03-18] （法语）.[]
6. 1 2 3  F. MÉGNIEN, G. BERGER. BRGM , 编.  (PDF). BRGM. 1991: 30p.  [2021-03-18]. ISBN 978-2-7159-1153-6. （原始内容 (PDF)存档于2021-10-31） （法语）.
7. 1 2 3 4  . linternaute.fr.   [2021-12-19]. （原始内容存档于2020-06-28） （法语）.
8. 1 2 3  . infoclimat.fr.   [2021-03-12]. （原始内容存档于2020-07-10） （法语）.
9. 1 2  . linternaute.com.   [2021-03-12]. （原始内容存档于2022-01-13） （法语）.
10. 1 2  Le Monde (编). . lemonde.fr.   [2021-03-12]. （原始内容存档于2021-05-10） （法语）.
11. ↑  insee.fr. . insee.fr.   [2021-12-19]. （原始内容存档于2021-05-01） （法语）.
12. ↑  Commune de Sarcelles (95585) - commune actuelle（法文）
13. 1 2 3  Dossier complet - Commune de Sarcelles (95585), EMP T8 - Emplois selon le secteur d'activité. （法文）
14. 1 2  JDN (编). . journaldunet.fr.   [2021-03-12]. （原始内容存档于2020-10-22） （法语）.
15. 1 2  . linternaute.com.   [2021-12-19]. （原始内容存档于2022-01-13） （法语）.
16. 1 2  . linternaute.com.   [2021-03-12]. （原始内容存档于2022-01-13） （法语）.
17. 1 2 3  . linternaute.com.   [2021-12-19]. （原始内容存档于2022-01-13） （法语）.